# Dombauhütte Köln

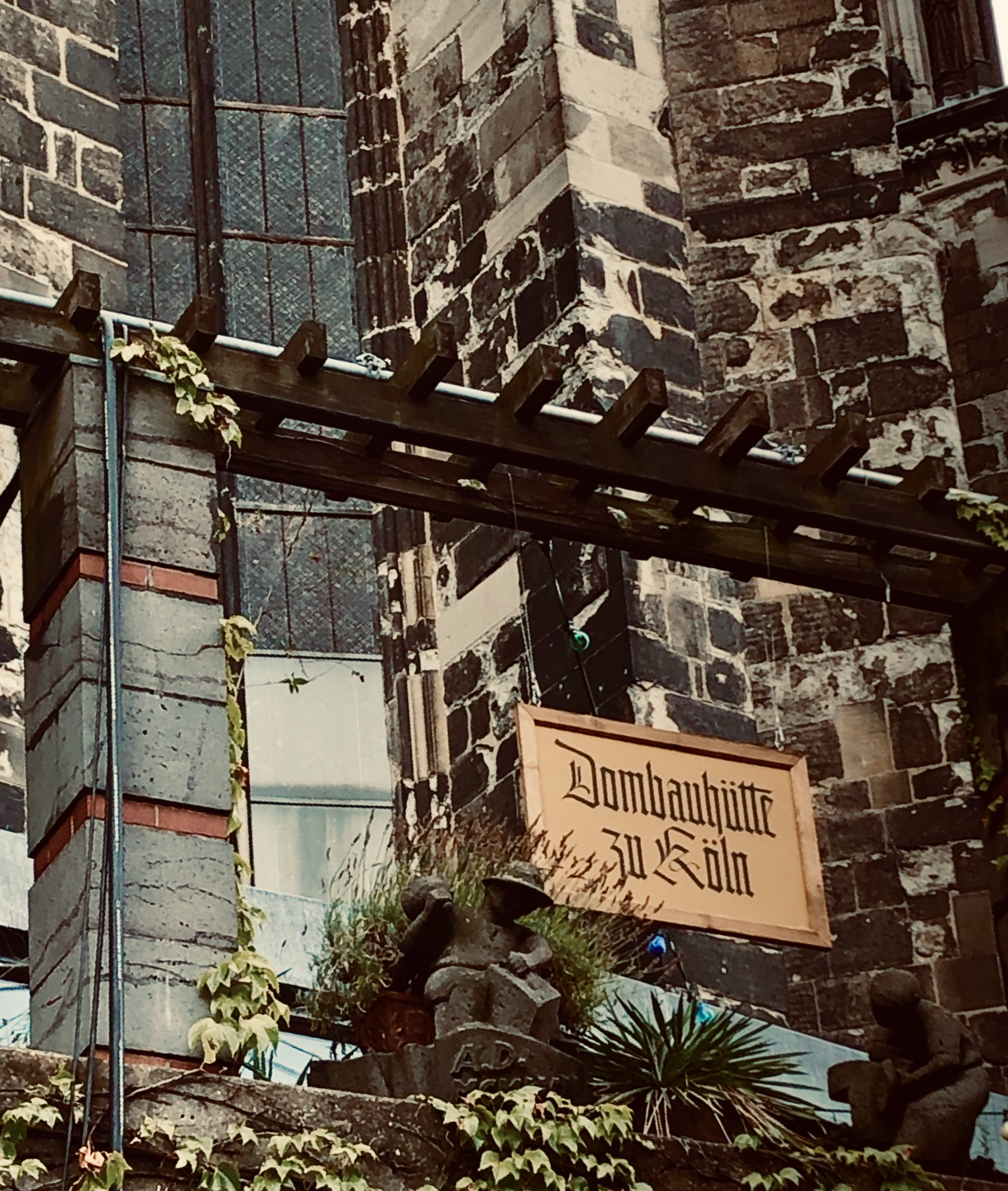
Tradition seit 1248: Die Bauhütte neben dem Domchor (Foto: 2019)

Die Dombauhütte Köln führt mit rund 100 Handwerkern fortlaufend Renovierungsarbeiten am Kölner Dom durch und hält das Gebäude dadurch instand; sie setzt damit die Tradition der mittelalterlichen Dombauhütte fort. Sie wird vom Dombaumeister geleitet und ist heute als Teil der Dombauverwaltung dem Metropolitan-Domkapitel unterstellt. Die Hütte, die ursprünglich Mitte des 13. Jahrhunderts gegründet wurde, um den Dom zu errichten, gehörte im Mittelalter zu den angesehensten gotischen Bauhütten in Europa. Heute ist die Kölner Dombauhütte die größte Deutschlands und eine der größten in Europa.

## Geschichte

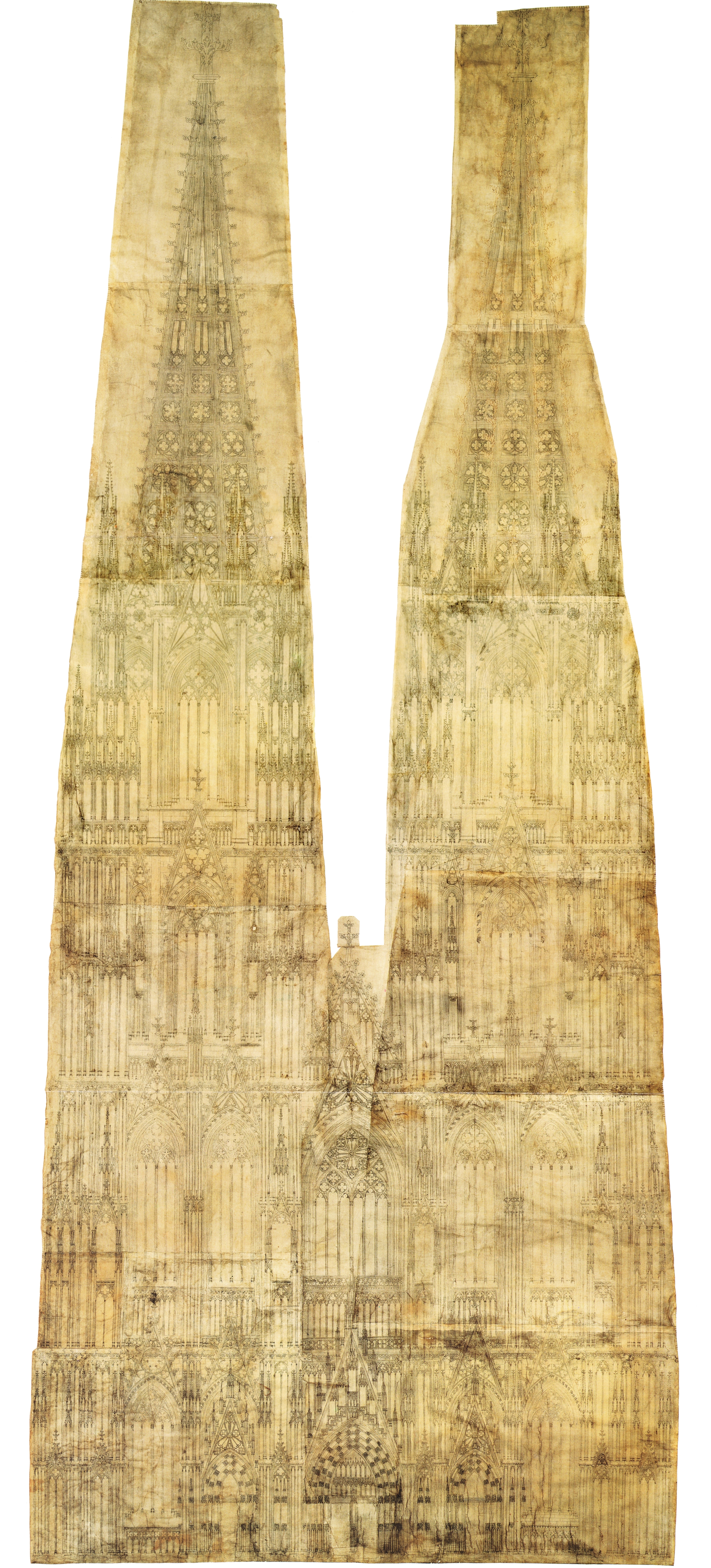
Außerordentliche Qualität: der Fassadenplan aus dem Jahre 1370

Die mittelalterliche Geschichte der Kölner Dombauhütte muss im Wesentlichen aus archäologischen Quellen und der Bauforschung erschlossen werden. 1794 lösten die französischen Revolutionstruppen die Bauhütte auf und transportierten alle schriftlichen Dokumente ab, die seitdem verschollen sind. Nur wenige Pläne – wie der Fassadenriss F von 1370 – konnten im 19. Jahrhundert wieder aufgefunden werden.

### Qualitätsstandard
Die Dombauhütte wurde 1248 vom ersten Dombaumeister Gerhard eingerichtet. Wahrscheinlich wurden dazu Steinmetzen versammelt, die ihre Erfahrungen beim Bau der zahlreichen romanischen Kirchen im Kölner Raum gesammelt hatten. Jedenfalls setzte die Kölner Hütte die romanischen Baumethoden auch bei der Errichtung des gotischen Domes fort und griff dazu nicht auf die moderneren Erfahrungen der nordfranzösischen Hütten zurück.
Die Kölner Hütte entwickelte in den ersten 100 Jahren einen hohen Qualitätsstandard. Der 1370 von Baumeister Michael von Savoyen entworfene Riss F der Westfassade zeigt beispielsweise eine „außerordentliche graphische Qualität“ und einen detaillierten Ausarbeitungsgrad, der auf einer langen Tradition gotischer Planzeichnungen beruht. Er gehört damit „zweifelsfrei zu den grossartigsten Architekturzeichnungen, die das Mittelalter hinterlassen hat“.

### Organisation
Die Bauhütte bestand im Mittelalter aus rund 100 Personen. Sie gehörte damit in einer Zeit, in der die typische Unternehmensorganisation am handwerklichen Meisterbetrieb ausgerichtet war, zu den Großunternehmen. Die Dombaumeister (magister operis), die diesen Großbetrieb als freie Vereinigung von Steinmetzen, Zimmerleuten und Schmieden organisieren mussten, galten daher als die Spitzenverdiener im Handwerk. Dazu arbeiteten sie eng zusammen mit dem Baudirektor (rector fabricae), einem Geistlichen, der die Baumaßnahme für den kirchlichen Bauherrn koordinierte und auch für die Verwaltung der Finanzen zuständig war. Wir dürfen heute annehmen, dass dem Dombaumeister ein bis zwei Meisterknechte, die sogenannte Parliere, zur Seite standen. Zusammen organisierten sie die Handwerker für das aufgehende Mauerwerk und diejenigen, die an den Fundamenten arbeiteten.
Am aufgehenden Mauerwerk waren wahrscheinlich 2 bis 4 Bildhauer, 20 bis 24 Steinmetzen, und 6 bis 8 Versetzer tätig. Zusätzlich werden 3 bis 5 Zimmerleute auf der Baustelle gearbeitet haben. Für die Fundamente waren 10 bis 15 Fundamentmaurer tätig. Die Bauhütte wird etwa 4 bis 7 Lehrlinge beschäftigt haben. Hinzu kamen die Handwerker, die sich mit dem Ausbau beschäftigten wie u. a. Maler, Vergolder und Glaser.
Die Bauhütte war auch für die Beschaffung des Baumaterials verantwortlich. Im Trachyt-Steinbruch am Drachenfels werden etwa 3 bis 4 Steinbrecher und 3 Rohbossierer gearbeitet haben. Im Basalt-Steinbruch werden 4 bis 6 Steinbrecher die Fundamentquader gebrochen haben. Um den Transport zu organisieren, waren drei bis vier Schiffe im Einsatz, um die 40 bis 50 Steine mit einem Volumen von rund 9,7 Kubikmeter täglich vom Steinbruch im Drachenfels nach Köln zu bringen. Dazu werden 2 bis 4 Schiffleute und 3 bis 4 Transportmitarbeiter tätig gewesen sein. Zum Transport des Basalts werden weitere 3 bis 8 Schiffleute und 4 bis 5 Transportmitarbeiter benötigt worden sein.
Um die Baustelle zu unterhalten, musste das Domkapitel die notwendigen Geldmittel aufbringen. Nach der Finanzierungsurkunde vom 13. April 1248 sollten alle Gaben, die außerhalb der Messe am Petrusaltar niedergelegt wurden, für den Dombau verwendet werden. Zusätzlich wurden auch Kollekten und Spenden gesammelt, die mit einem Ablassversprechen verbunden waren. Beispielsweise verlieh Erzbischof Wigbold von Holte (1297–1304) allen denjenigen einen 14-tägigen Ablass, die in ihrem Testament die Domkasse bedachten. Mit den Jahren wurde es in Köln üblich, aus jedem Nachlass mindestens einen Silbergroschen dem Dombau zu spenden. Im frühen 14. Jahrhundert wurde die Finanzierung auf eine gesichertere Basis gestellt, als die Petrusbruderschaft mit dem Ziel gebildet wurde, den Dombau zu fördern.

### Ansehen
Das Ansehen der Kölner Bauhütte lässt sich auch daran ablesen, dass mehrere bekannte Kölner Werkmeister zu Baumeistern großer Bauvorhaben berufen wurden. Den älteren Heinrich Parler hatte es aus Köln fortgezogen, um den Ostchor des Augsburger Domes zu bauen, der in seiner ursprünglichen Konzeption als Nachbildung des Kölner Chores geplant war. Peter Parler wechselte von Köln, wo er vermutlich sein Meisterstück ablieferte, 1356 als Dombaumeister zum Prager Veitsdom. Sein Neffe, der jüngere Heinrich Parler, arbeitete bis 1378 an der Kölner Dombauhütte und reiste 1387 von Köln nach Ulm, um dort die Stelle als Münsterbaumeister zu übernehmen. Auch der Werkmeister für den Mailänder Dom wurde 1391 in Köln gesucht. 1419 wurde Johannes Hültz, der in Köln zumindest die Rolle eine Paliers eingenommen hatte, nach Straßburg berufen und baute dort einen Masswerkhelm, der sich erkennbar an der (damals noch nicht realisierten) Kölner Planung orientierte. Auf dem Regensburger Hüttentag 1459 wurde dem Kölner Dombaumeister Konrad Kuyn die Dominanz der Hütte für den nordwestdeutschen Raum bestätigt. Der Baumeister selbst wurde in diesen Jahren an den Mailänder Dom berufen. Auch der Regensburger Dombaumeister Andreas Engel und sein Bruder Hans hatten in der Kölner Bauhütte gelernt. Meister Johannes von Köln hatte ab 1442 die Möglichkeit, an der Kathedrale von Burgos Maßwerkhelme zu errichten, denen die (damals weiterhin nicht realisierten) Planungen in Köln als Vorbild dienten.
Die Bauhütte bestand fort, auch nachdem um 1560 der Weiterbau des Domes eingestellt wurde, um laufende Reparaturen am Gebäude durchzuführen. Erst 1794 löste sie sich aufgrund des Einmarsches der Franzosen auf; in den folgen Jahrzehnten stellten sich große Schäden am Gebäude ein.

### Bauhütte in preußischer Zeit
Um den weiteren Verfall der Kirche zu verhindern, richtete Friedrich Adolf Ahlert 1823 die Bauhütte als Preußischen Staatsbetrieb wieder ein, die sich allerdings in die Tradition des mittelalterlichen Bauhandwerks stellte. Ahlert sicherte die Substanz des Domchores und erneuerte vier Strebewerke, deren Ausführung allerdings als weniger gelungen kritisiert wurde.
Während der Vollendung des Dombaus von 1842 bis 1880 wurde die Hütte unter Leitung der Dombaumeister Ernst Friedrich Zwirner und Richard Voigtel deutlich vergrößert. Sie erreichte eine Mitarbeiterzahl von zunächst 180 und dann sogar über 500 Handwerkern. Vor allem Baumeister Voigtel setzte zudem moderne Produktionsmethoden ein, um den Dombau zu beschleunigen und schaffte beispielsweise 1869 eine Dampfmaschine an, um die fertigen Werksteine auf die Türme zu heben.
Nach 1880 wurde die Bauhütte zunächst zu einer kleinen Reparaturtruppe verkleinert. Als aber 1906 eine Engelsfigur vom Dom fiel, wurde die Notwendigkeit erkannt, kontinuierliche Restaurierungen vorzunehmen, und Dombaumeister Bernhard Hertel erhöhte die Belegschaft der Bauhütte bis 1926 wieder auf 70 Mitarbeiter. Seit 1948 untersteht die Hütte dem Domkapitel.

## Schöpferische Denkmalpflege
Nach den Schäden durch den Zweiten Weltkrieg wurde der Kölner Dom von Dombaumeister Willy Weyres nach den Grundsätzen der Schöpferischen Denkmalpflege wiederhergestellt. Dieser Begriff wurde schon 1929 geprägt. Danach soll das Denkmal nicht nur bewahrt, sondern auch als Ganzes verständlich gemacht – und dabei sogar zum Besseren verändert werden. Beispielsweise ließ Weyres (Dombaumeister 1944 bis 1972) den Steinmetzen große Freiheiten, freiplastische Werke innerhalb der originalen Umrisse nach eigenen Entwürfen originell zu gestalten. Um 1980 beendete Dombaumeister Arnold Wolff diese Phase gestalterischer Neuerungen und verlangte, auch die bestehenden neugotischen Formen und nicht nur die des Mittelalters möglichst originalgetreu zu kopieren.

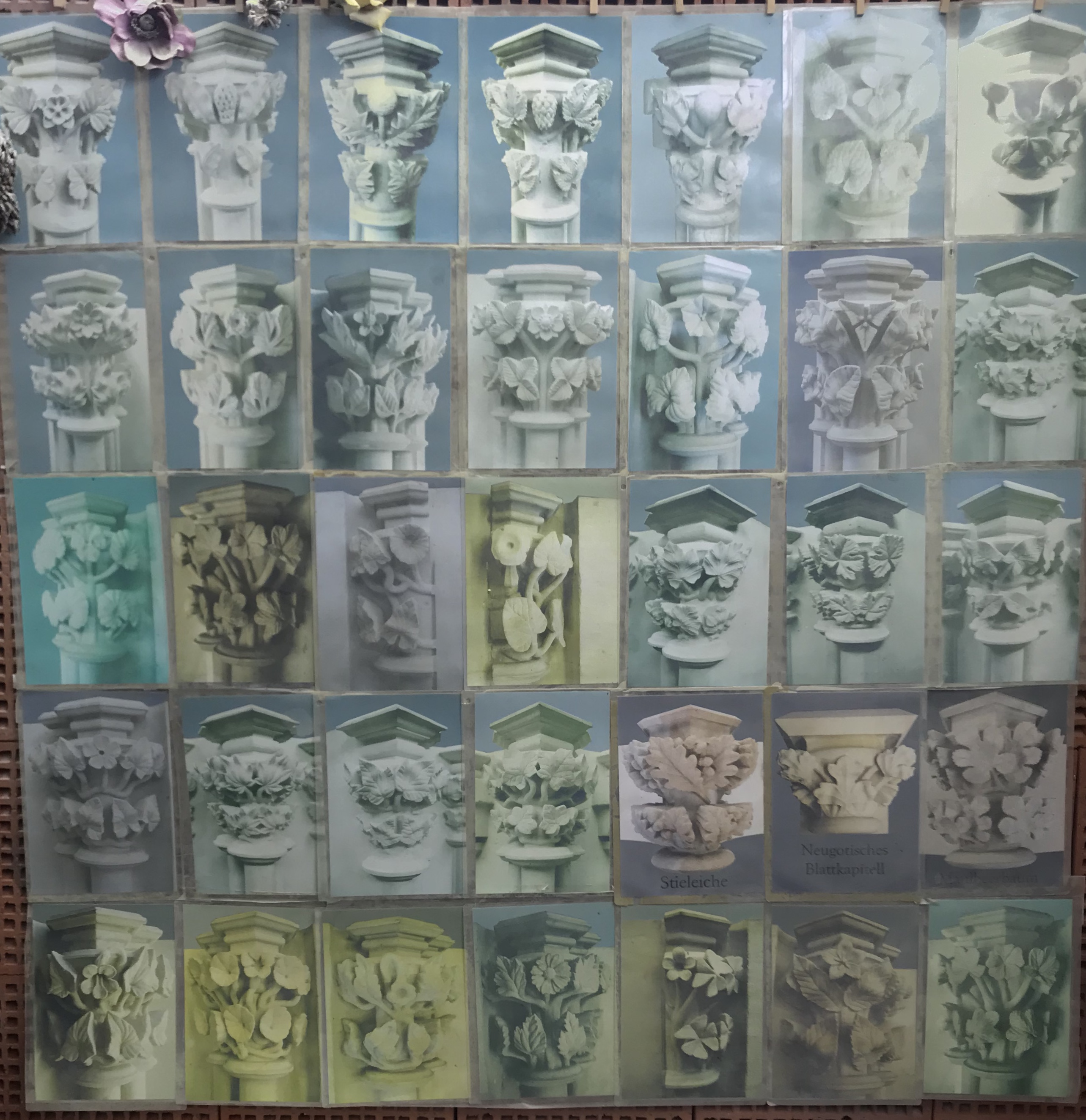
Neo-gotische Blattwerke: 35 Kapitelle der Kölner Domplombe (2004/05)

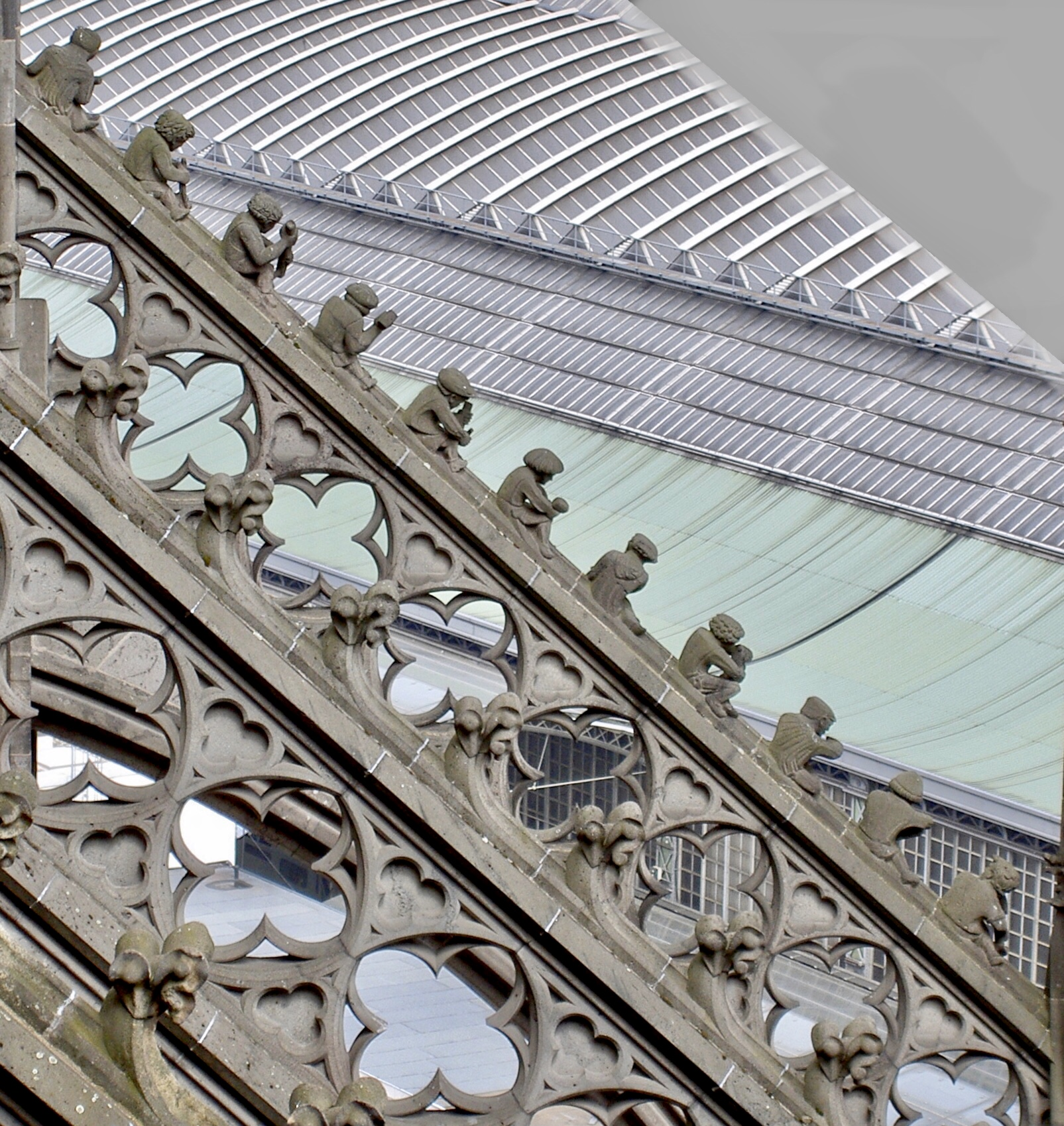
Krabben zu Hüttenmännchen: Moderne Bilderfindungen am Strebewerk auf der Nordseite.

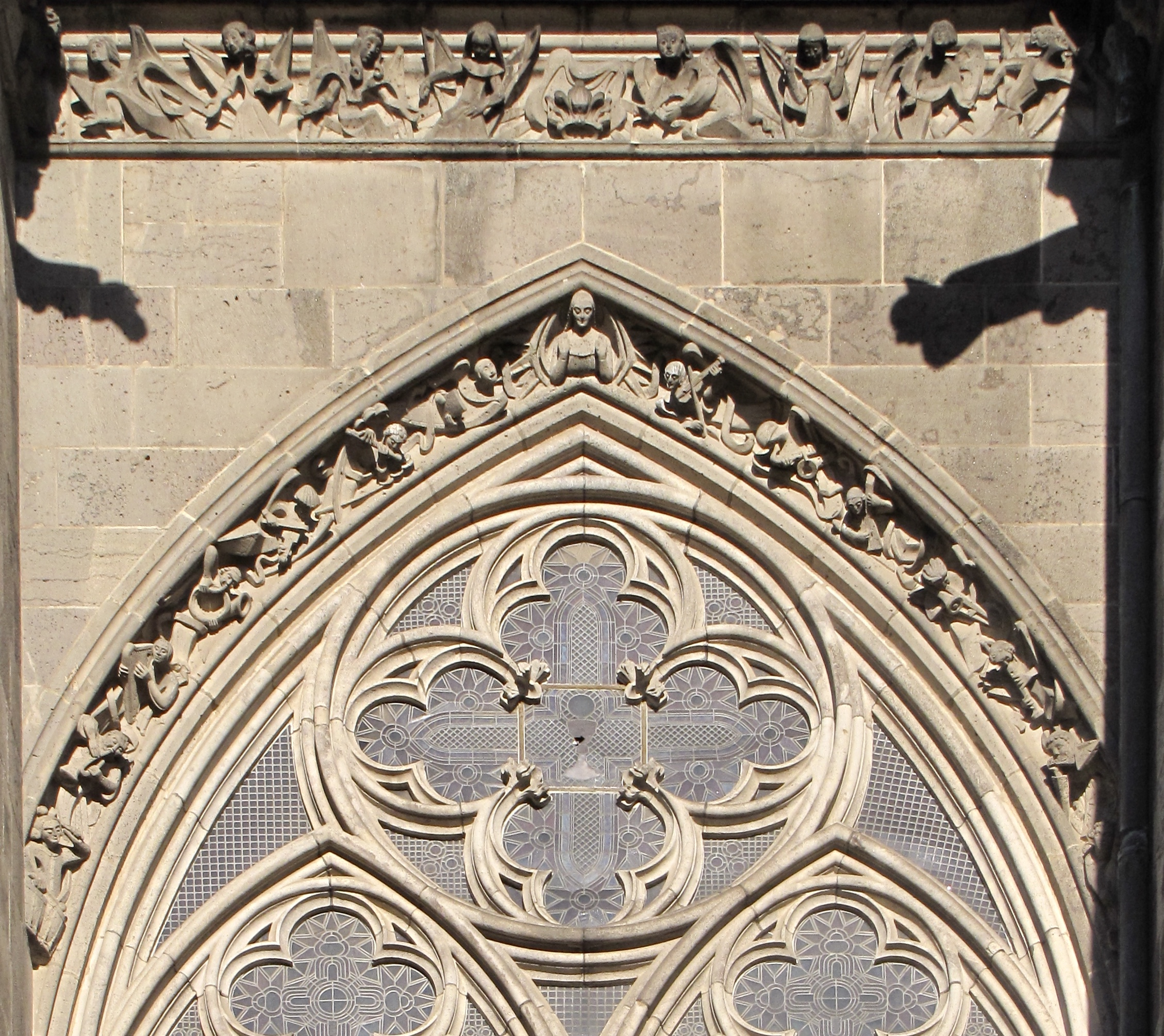
Musizierende Engel: Schöpferische Denkmalpflege am Südfenster des Langhauses (1954)

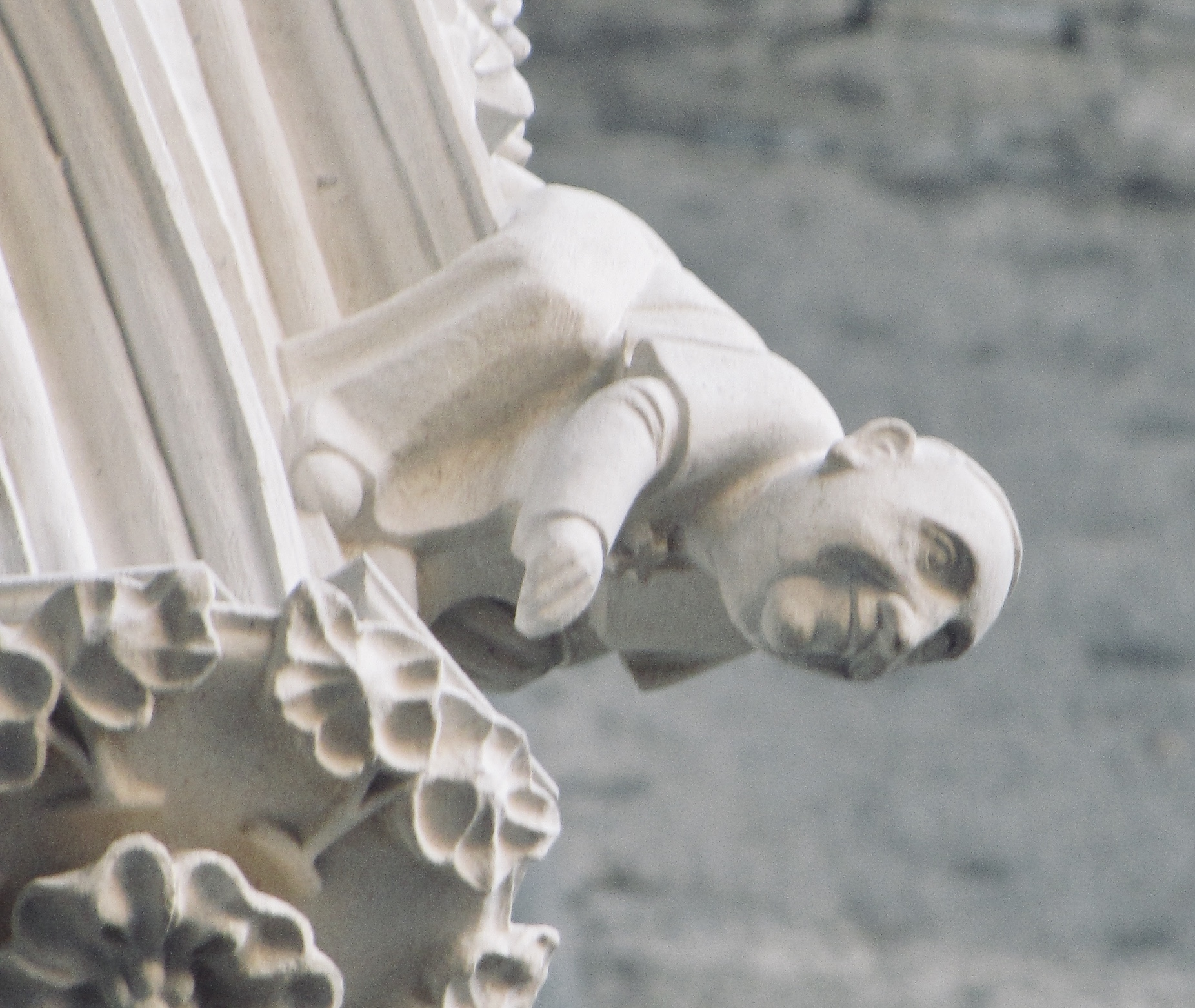
Papst am Dom: Figur am Baldachin im Tympanon des Hauptportals, die Papst Franziskus darstellt

Der gestalterischen Freiheit zwischen den 1950er und den 1970er Jahren verdankt der Dom allerdings eine größere Anzahl origineller Bilderfindungen. Der Figurenschmuck des im Zweiten Weltkrieg besonders stark beschädigten, auch Dreikönigenportal genannten Nordportals in der Westfassade wurde in moderner Form wiederhergestellt. Die vier äußeren Figuren, die Abel, Jafet, Hiob und die Königin von Saba darstellen, sowie die Köpfe der meistern anderen Figuren (Gestalten des Alten Bundes und die Heiligen Drei Könige) wurden von Elisabeth Baumeister-Bühler zwischen 1958 und 1960 neu geschaffen. Die Engel auf dem Wimperg gestalteten Klaus Iserlohn und Erlefried Hoppe in den Jahren 1956 bis 1958.
An einem südlichen Strebepfeiler des Langhauses erfanden die Bildhauer Ewald Bell und Gerhard Stoll 1954 musizierende Engel, wo im Original nur Laubwerk den Bogenlauf des Fensters schmückte.
An anderen Stellen wurden Figuren der Zeitgeschichte und Personen mit den Gesichtszügen der Hüttenmitarbeitern in Stein gemeißelt. Einen Bogen des Strebewerks schmücken nicht – wie im Mittelalter – Krabben (Kriechblumen), sondern kleine Figuren, die die Mitarbeiter der Bauhütte darstellen. So haben Fußballspieler, Boxkämpfer, ein Funkemariechen, US-Präsident John F. Kennedy, Frankreichs Staatspräsident Charles de Gaulle und der sowjetische Staatschef Nikita Chruschtschow ihren Platz am Dom gefunden. Inzwischen schmücken auch mehrere Geißböcke, das Maskottchen des Fußballvereins 1. FC Köln, den Dom. Der erste wurde 1962 von Bildhauer Werner Meurer als Wasserspeier geschaffen, nachdem Köln zum ersten Mal Deutscher Fußballmeister geworden war.
Seit den 1980er Jahren nehmen sich die Steinmetzen nur noch da Freiheiten, wo es keine Originale mehr gibt. Dieser schöpferischen Herausforderung stellten sie sich beispielsweise 2004 bis 2005, als die aufgrund einer schweren Beschädigung im Weltkrieg provisorisch eingefügte Kölner Domplombe aus Ziegelstein wieder mit Werksteinen verkleidet werden sollte. Für 35 Kapitelle erfand Markus Schroer in den Proportionen der verlorenen Originale neuartige Blattformen und verewigte u. a. Klee, Distel, Bougainvilleen und Schwarzäugige Susanne in den Werksteinen.
Der gleichen phantasievollen schöpferischen Freiheit ist es zu verdanken, dass sich am Dom auch ein kleines Figürchen von Papst Franziskus findet. Im Tympanon des Hauptportals musste ein Baldachin komplett erneuert werden und daran war auch die Figur eines Zierwasserspeiers neu zu schöpfen. Die Steinmetzen der Bauhütte gaben ihr die Gesichtszüge des Papstes und fügten ihr Arm und Hand in einer scheinbar segnenden Geste hinzu.
Zudem ist es Brauch geblieben, Personen des Dombaus am Bauwerk zu verewigen. Daher blicken an geeigneten Stellen auch die Figuren von den Dombaumeister Arnold Wolff und Barbara Schock-Werner sowie von Dompropst Norbert Feldhoff vom Dom. Eine Figur des im April 2020 in den Ruhestand getretenen Dompropstes Gerd Bachner wird am Nordgitter des Domes verewigt. Sie trägt einen Helm, um daran zu erinnern, dass Bachner 2015 die Kreuzblume des Nordturmes bestiegen hat.

## Fortlaufende Restaurierungen
Die Bauprojekte am Dom nehmen oft viele Jahre in Anspruch. Der Aufwand an einer einzelnen Baustelle ist oft schwer einzuschätzen, weil die Baumaßnahme im Vergleich zur Größe des Doms oft klein erscheint. Beispielsweise wurde in den Jahren 2004 und 2005 die provisorische Ziegelsteinfüllung der Kölner Domplombe durch Werkstein ersetzt. „Allein das Ersetzen der Domplombe entsprach vom Arbeitsaufwand her dem Bau einer Dorfkirche.“ Eine Restaurierung erfolgt heute mit dem Anspruch, dass sie für die nächsten 200 Jahre keine weitere Erneuerung benötigt.

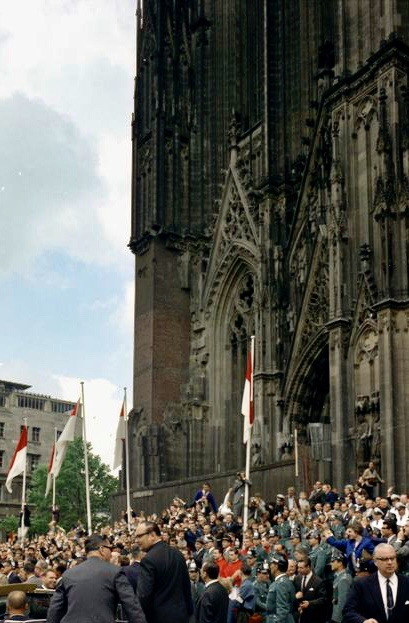
Ziegelstein 1943–2004
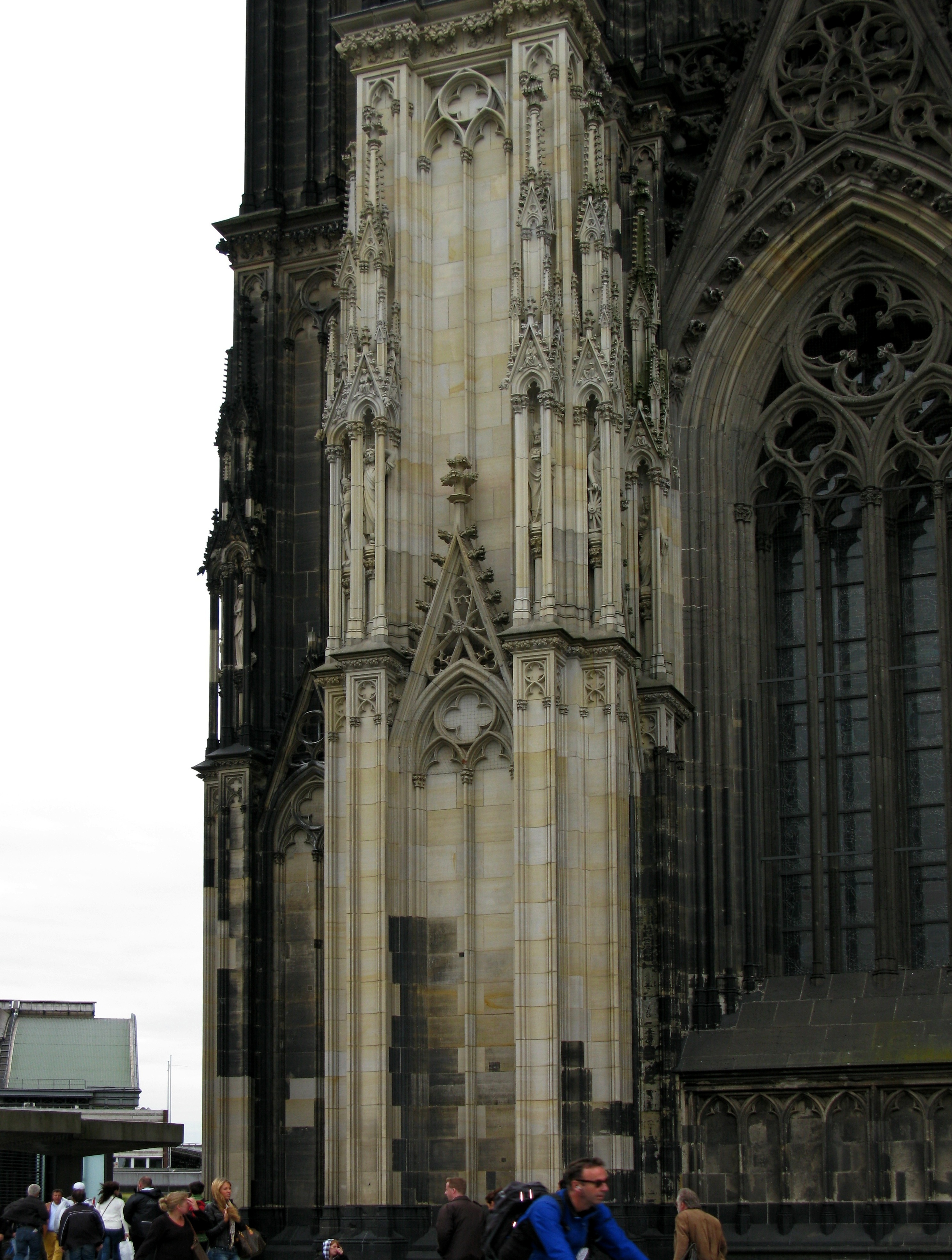
Werkstein seit 2005

### Welterzyklus im Obergaden
Seit dem Jahr 2003 werden die 16 Obergadenfenster im Querhaus restauriert und zum Teil nach den Originalkartons vollständig rekonstruiert. Diese Fenster waren um 1866 von Michael Welter entworfen worden und werden daher nach dem Künstler Welterzyklus genannt. Als Vorbild dienten ihm die mittelalterlichen Königsfenster im Hochchor. Im Zweiten Weltkrieg wurden die Fenster zu großen Teilen zerstört. Die Restaurierung eines Fensters dauert etwa zwei bis drei Jahre, da nicht nur die Scheiben wiederhergestellt, sondern auch das Steinwerk restauriert werden muss, an dem die Fenster befestigt sind. 2005 war das Salomonfenster, gestiftet von der Familie von Oppenheim, als erstes Fenster des Zyklus wieder in vollständig rekonstruierter Form eingesetzt worden. Im Januar 2020 hat der Zentral-Dombau-Verein zu Köln auch für das letzte Fenster einen Paten gefunden; die Patenschaft je Fenster kostet 250.000 Euro. Dombaumeister Peter Füssenich rechnet damit, dass alle Fenster bis 2035 wieder hergestellt sind.

### Nordturmpfeiler

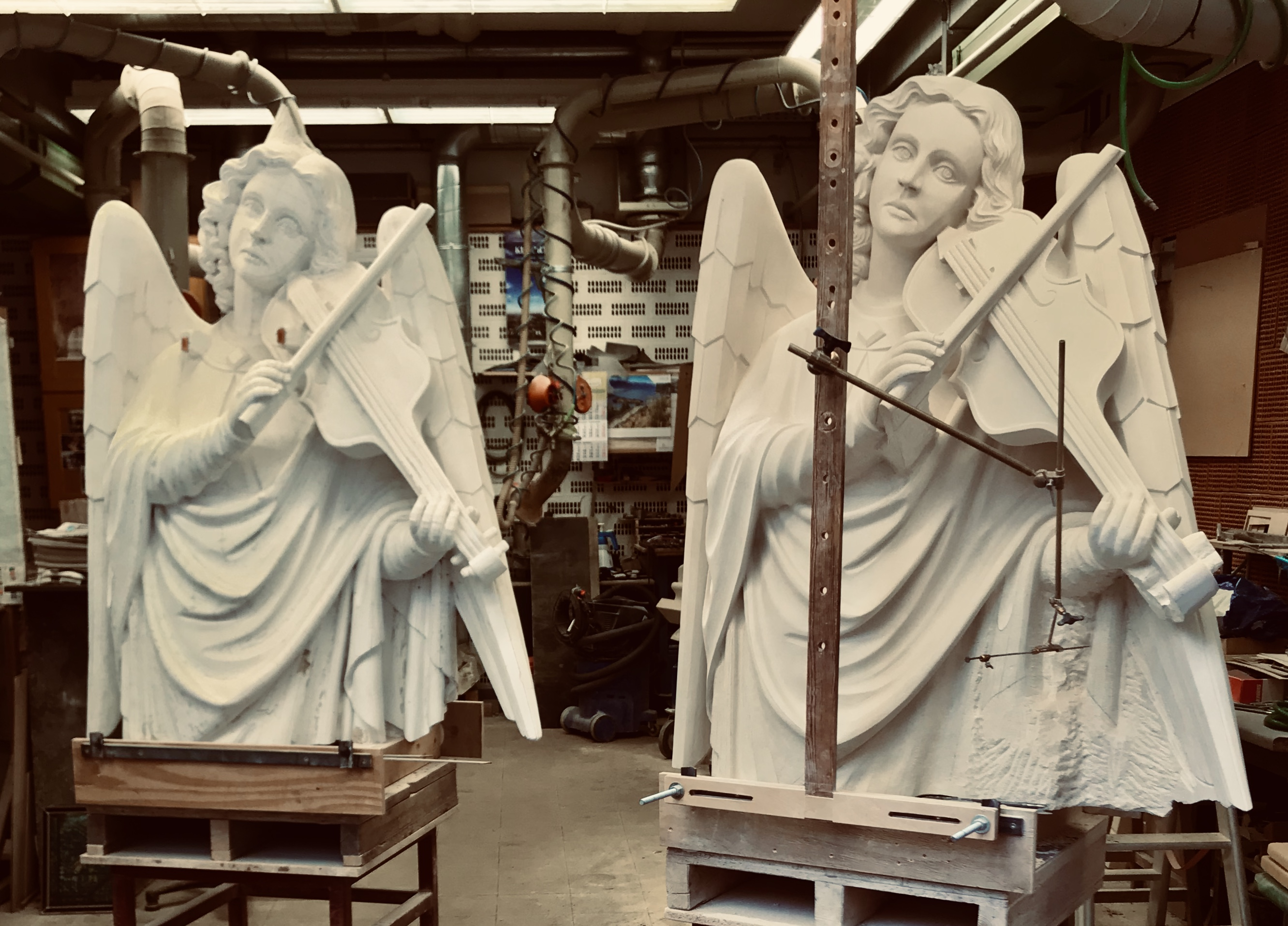
Für den Turmpfeiler: Musizierende Engel aus Kalkstein

Die Pfeiler der beiden Westtürme sind im Höhenbereich von 75 bis 100 Metern besonders stark den Witterungseinflüssen ausgesetzt. Daher wurde 1996 mit einem umfangreichen Sanierungsprojekt begonnen und das erste der weithin sichtbaren Hängegerüste an die Masswerkturmspitze des Nordturmes gehängt. Die Dombauhütte musste vor allem die alten korrodierten Eisendübel austauschen, deren Rost die Steine aufzusprengen droht. Gleichzeitig mussten die etwa 2,80 Meter großen und je rund 1500 kg schweren musizierenden Engel, die die Pfeiler schmücken, erneuert werden. Durch Verwitterung waren Arme, Hände, Flügel und Instrumente der 1876 nach Entwürfen von Peter Fuchs gestalteten Figuren stark beschädigt worden. Zwei von ihnen wurden 2015 abgenommen; sie sind inzwischen aus je zwei Blöcken von Savonnières-Kalkstein vollständig neu gefertigt und im Mai 2020 wieder auf den Turm hinauf geflogen worden. Dombaumeister Peter Füssenich rechnet damit, dass die Sanierung der Nordwestecke des Nordturms in diesem Jahr abgeschlossen und das Hängegerüst dann bis 2021 abgebaut werden kann. Anschließend werden die Arbeiten an der Nordostecke des Nordturms fortgesetzt.

### Strebewerk
Für die Stabilität des hochbauenden gotischen Kirchenschiffes ist das außen angebrachte Strebewerk unverzichtbar. Es dient dazu, den Gewölbeschub und die Windlast abzuleiten und hat daher eine wesentliche statische Aufgabe. Da das Strebewerk von allen Seiten der Witterung ausgesetzt ist, wird es aber auch von Wind und Wetter besonders belastet. Die Bauhütte arbeitet daher schon fast seit 200 Jahren daran, diese statisch sensible Konstruktion zu erneuern. Schon als die Bauhütte 1823 wieder eingerichtet wurde, gehörten die Arbeiten am Strebewerk des Chores zu den ersten Restaurierungsmaßnahmen unter Leitung von Dombaumeister Friedrich Adolf Ahlert. Etwa 100 Jahre später begann Dombaumeister Bernhard Hertel mit einer grundlegenden Erneuerung des Chorstrebewerks mit Steinen aus Muschelkalk, die bis in die späten 1930er Jahre von seinem Nachfolger Hans Güldenpfennig fortgesetzt wurde. Nach dem Zweiten Weltkrieg stellte sich heraus, dass der Schlaitdorfer Sandstein, aus dem in den 1860er Jahren das Strebewerk der Querschiffe und des Langhauses errichtet worden war, zu starker Verwitterung neigt. Zusätzlich waren viele Streben durch den Krieg beschädigt worden. Daher wurde das Strebewerk am Nordquerhaus in den Nachkriegsjahrzehnten großflächig durch Lohndorfer Basaltlava ersetzt. Dieser Stein gilt zwar als sehr haltbar, unterscheidet sich in seiner gräulichen Färbung aber vom originalen Sandstein. Etwa 30 Jahre lang bis Sommer 2015 wurden die Strebewerke am Südquerhaus restauriert. Dabei bemühte sich die Bauhütte, möglichst viel originale Bausubstanz zu erhalten. Notwendige Ergänzungen wurden mit Sandstein aus Bozanov ausgeführt, der dem Originalstein sehr ähnlich ist. Inzwischen werden die südlichen Strebewerke am Langhaus instand gesetzt.

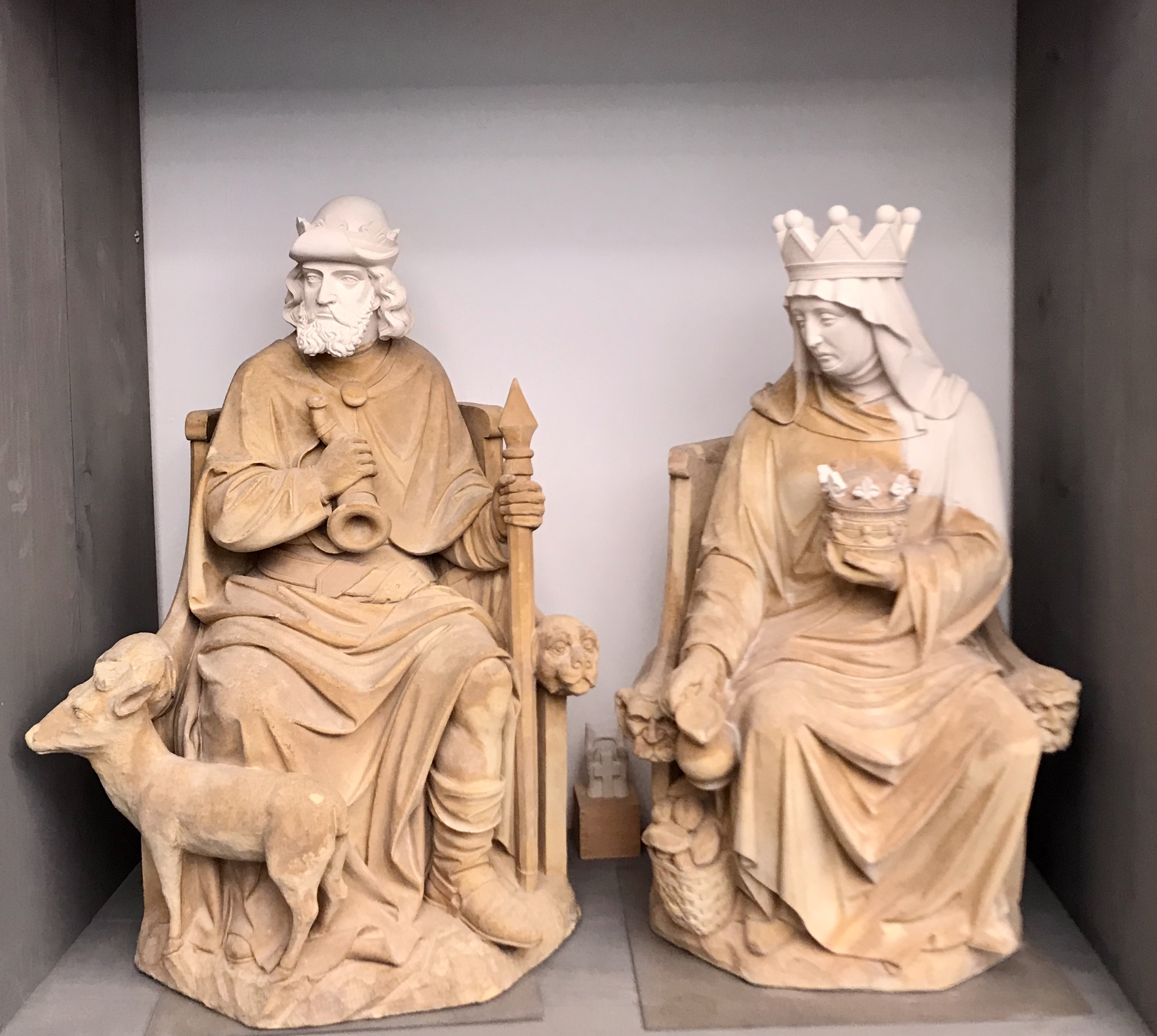
Gelasert und ergänzt: Figuren vom Michaelportal in der Steinrestaurierungswerkstatt

### Michaelportal
Das Michaelportal, das zentrale Portal der Nordquerhausfassade, wird seit 2013 restauriert. Für das neugotische Portal hatte Bildhauer Peter Fuchs zwischen 1878 und 1881 ein umfangreiches Skulpturenprogramm geschaffen. Dieses war im Zweiten Weltkrieg besonders stark durch Splitter und Querschläger beschädigt worden, so dass viele der 250 Figuren stark verstümmelt und ohne Kopf und Attribute zurückgeblieben waren. Einige Steine waren so stark zerstört, dass auch die Restaurateure sie kaum noch anfassen konnten.
Zur Sanierung hat die Dombauhütte 2013 eine Steinrestaurierungswerkstatt eingerichtet, die mit modernster Technik den Skulpturenschmuck wieder herstellt. Die Restaurateure reinigen die Figuren zunächst mit einem Laser, der die schwarzen Schmutzkrusten von den Steinen verdampfen, den Stein selbst aber unbeschädigt lässt. Da ein großer Teil der Figuren nicht ausgebaut werden kann, erfolgt die Reinigung direkt am Portal. Die fehlenden Teile der Skulpturen werden von den Steinmetzen neu angefertigt. Dazu können sie auf die originalen Tonmodelle von Peter Fuchs zurückgreifen, die den Krieg überdauert haben. Die neu in Stein gemeißelten weißen Ergänzungen lassen sich farblich von den lasergereinigten Originalen unterscheiden, die leicht gelblich erscheinen.
Für die Wiederherstellung der Baldachine wurde ebenfalls eine neue Vorgehensweise entwickelt. Die Baldachine in den Archivolten sind wegen ihrer komplexen geometrischen Figur und ihrer Schmuckverzierungen die aufwändigsten Stücke des Portalschmuckes. Für die Neuanfertigung eines Baldachins benötigt ein Steinmetz rund ein Jahr. Durch den Einsatz moderner Technik gelang es der Bauhütte, die beschädigten Baldachine durch millimetergenau eingepasste Ergänzungen (sogenannte Vierung) wieder zu vervollständigen und damit in Originalsubstanz zu erhalten.
Für die Restaurierung des Portals wurde die Dombauhütte 2022 mit dem Sonderpreis des Peter Parler-Preises ausgezeichnet.

### Chorkapellenkranz
Der Kranz der Chorkapellen ist der älteste Teil des Doms. Er wurde zwischen 1248 und 1261 aus Trachyt-Stein errichtet, der aus dem Steinbruch am Drachenfels gewonnen wurde. 2018 hat die Dombauhütte mit einer Untersuchung begonnen, wie dieser Bauteil restauriert werden kann. Rund 90 Prozent des originalen Mauerwerkes sind noch erhalten; an einigen Steinen sind noch die ursprünglichen Oberflächen mit Werkzeugspuren und Zangenlöchern zu erkennen. An den nördlichsten Kapellen wurden die Steine von Bewuchs und Krusten befreit; der Zustand der Steine wird kartiert. Zurzeit wird ein Restaurierungskonzept entwickelt, das im Austausch mit den Bauhütten in Xanten und in Utrecht erarbeitet wird. Diese beiden Kirchen sind ebenfalls zu großen Teilen im Mittelalter aus Trachyt gebaut worden.

## Gewerke
In der Dombauhütte sind rund 100 Handwerker unterschiedlicher Gewerke beschäftigt. Koordiniert werden sie vom Hüttenmeister, dem es obliegt, die Baustellen zu planen. Seit 2002 ist Uwe Schäfer der handwerkliche Leiter der Dombauhütte.

### Steinmetzen

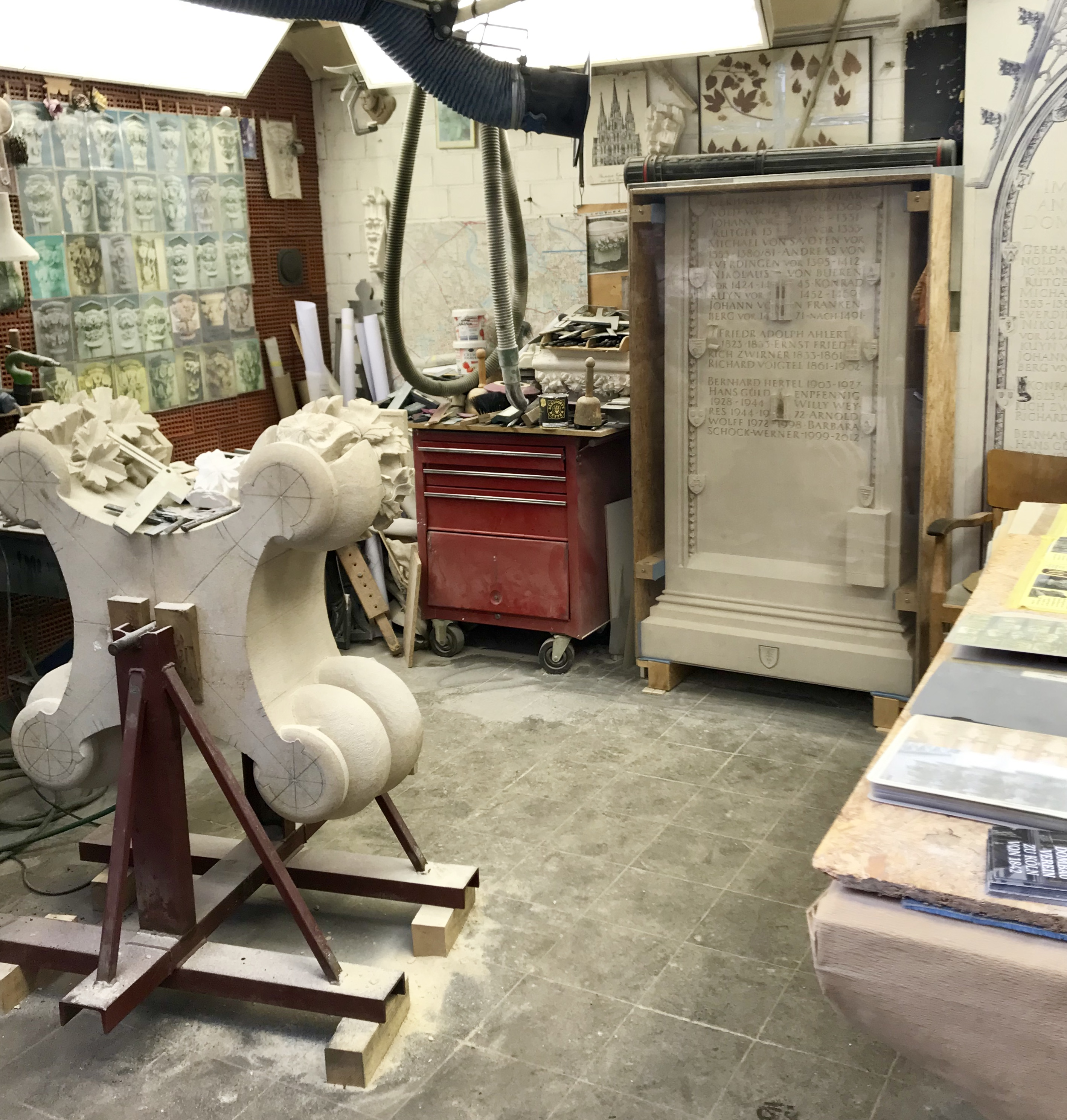
Raum für Handarbeit: Werkstatt der Steinmetzen in der Dombauhütte

Traditionell sind die Steinmetzen die zahlenmäßig größte Gruppe innerhalb der Bauhütte. Im Mittelalter wurde aus ihrem Kreis auch der Dombaumeister ausgewählt. Damals wie heute sind die Steinmetzen dafür verantwortlich, alle architektonischen Werkstücke für den Dombau herzustellen. Ihnen obliegt es, die Quader für das aufgehende Mauerwerk zu formen und das Maßwerk für die Fenster, Brüstungen und die Strebebögen zu gestalten. Bei den Blattornamenten richten sie sich in der Regel nach einem Gipsmodell, das die Steinbildhauer modelliert haben.
Heute werden die Werkstücke von einer Steinsäge gefräst, so dass sie bereits plan und rechtwinklig und für die weitere Bearbeitung vorbereitet sind. Die Ausarbeitung der Profile und Formen erfolgen weiterhin mit der Hand, wobei die Steinmetzen heute sowohl moderne Druckluftmeißel als auch traditionelle Handmeißel und Fäustel nutzen.
Um ein Werkstück in die gewünschte Form zu bringen, wird auf dem passend gesägten Quader zunächst ein Achsenkreuz eingezeichnet, mit dem die Schablonen für die Schmuckformen ausgerichtet werden können. Die Linien der Profilverläufe werden mit Bleistift eingezeichnet; an ihnen orientiert sich der Steinmetz, wenn er die Flächen und Profile ausführt. Die Formen, aus denen zuletzt die Blattwerke gemeißelt werden, bleiben zunächst als grobe eckige Formen, den sogenannten Bildhauerbossen, stehen.

### Steinbildhauer

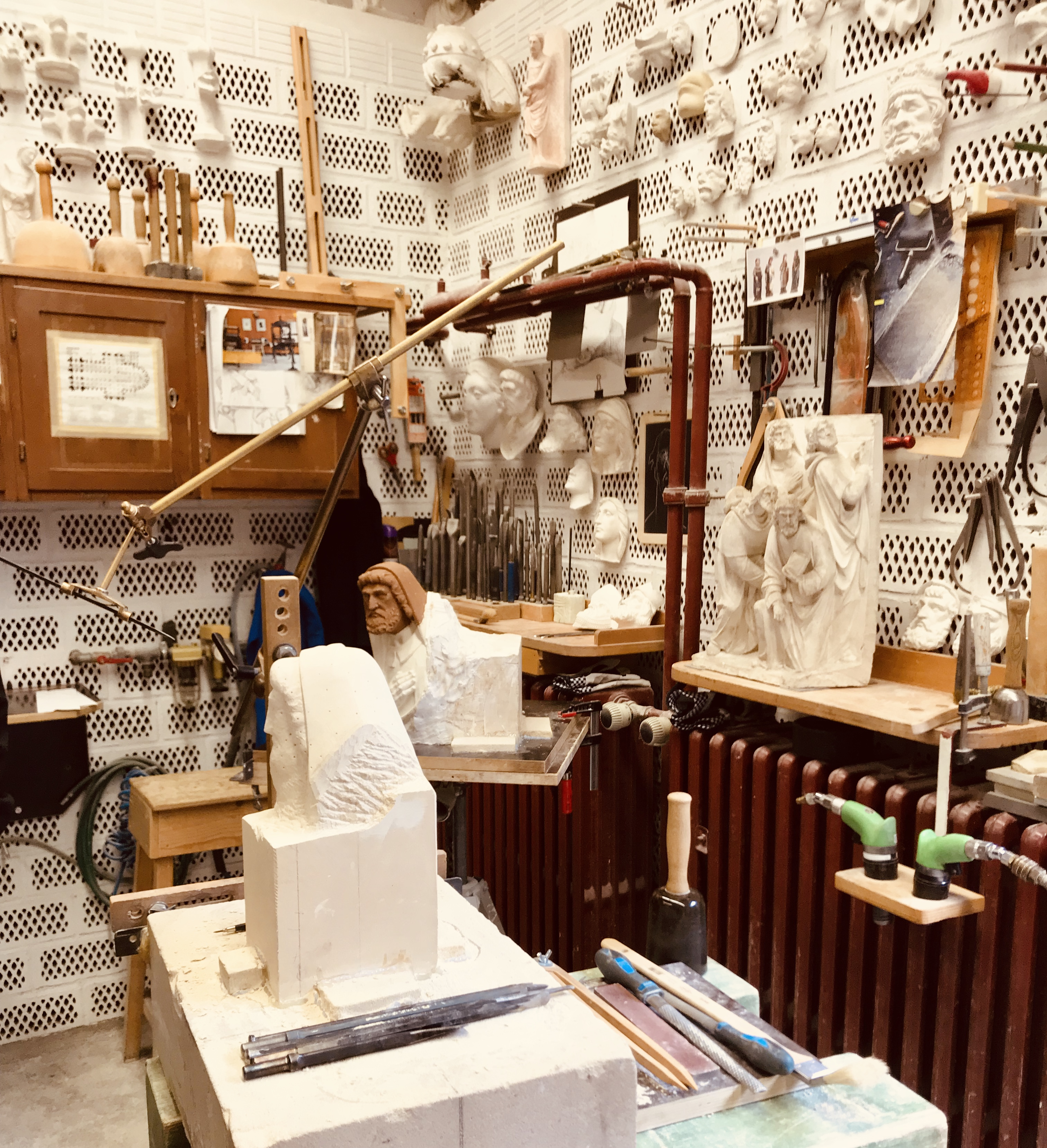
Punktgenaue Übertragung: Von der Vorlage über das modellierte 1:1 Modell bis in den Stein.

Der Kölner Dom besitzt rund 1500 Statuen aus dem 19. Jahrhundert. Es ist eines der größten Ensembles neugotischer Skulpturenkunst. Die wichtigsten beteiligten Künstler waren Christian Mohr und Peter Fuchs. Durch die Einflüsse der Witterung, aber auch durch die Zerstörung des Zweiten Weltkriegs sind zahlreiche Figuren beschädigt worden, die von der Bauhütte kontinuierlich repariert werden, wobei oft verlorene oder zerstörte Teile wieder ergänzt werden müssen. Dazu fertigen die Steinbildhauer Modelle aus Gips, die den Steinmetzen als Vorlagen dienen.
Um zerstörte Figuren wieder zu ergänzen, richten sich die Steinbildhauer nach alten Entwurfszeichnungen. Meist können sie auf eine der 700 Vorlagen zurückgreifen, die die Bildhauer Mohr und Fuchs in kleinerem Maßstab hergestellt hatten. Die Bildhauer modellieren die Figuren im Maßstab 1:1, müssen bei der Vergrößerung aber darauf achten, dass diese in Ausdruck und Detaileindruck zum Torso passt, der ergänzt werden soll. Mit Hilfe eines Punktiergeräts wird das Modell dann maßgenau auf den Stein übertragen.

### Versetzsteinmetzen
Die Versetzsteinmetzen sind ein jüngeres Gewerk. Im Mittelalter waren es dieselben Steinmetzen, die bei gutem Wetter die Steine am Bauwerk versetzten, die sie bei schlechtem Wetter in Form gemeißelt hatten. Heute haben sich die Versetzsteinmetzen darauf spezialisiert, die Werkstücke ein- und auszubauen. Zusätzlich sind sie dafür verantwortlich, die Fugen zwischen den Steinen zu erneuern sowie korrodierte Verdübelungen und Halteanker auszutauschen. Die Fugen zwischen Werksteinen bestehen gewöhnlich aus Kalkmörtel. An filigranen Bauteilen, wie Wimpergen oder Masswerkfenstern, werden die Fugen mit Blei ausgegossen, wie das schon im Mittelalter üblich war.
Wenn mehrere Werkstücke versetzt werden müssen, gehen die Versetzsteinmetzen in den gleichen Schritten vor wie die Baumeister im Mittelalter. Die Werkstücke erhalten auf der Ober- und der Unterseite ein Dübelloch; in das untere Loch des oberen Steins wird ein Metalldübel gesetzt, der heute aus rostfreiem Edelstahl gefertigt ist. Anschließend wird der obere Stein langsam so versetzt, dass sich der Dübel in das untere Dübelloch fügt. Schließlich dichten die Handwerker die Fugen zwischen den Werksteinen mit Ton ab und vergießen sie abschließend mit Blei.

### Steinrestaurateure
Im Jahr 2012 wurde in der Bauhütte eine Steinrestaurierungswerkstatt eingerichtet. Zum Restaurationsteam gehören Experten, die auf Oberflächenbehandlung, Restauration und Monitoring spezialisiert sind. Sie haben die Aufgabe, altersschwache Strukturen – vor allem im Trachyt-Gestein – zu identifizieren, wieder zu stabilisieren und sie dadurch langfristig zu erhalten. Der Mittelalterliche Trachyt vom Drachenfels zeigt heute im unversehrten Zustand eine schwarz gefärbte Gipskruste. An Kanten und Fugen aber kann Wasser eindringen, wodurch der Stein starke Verwitterung zeigt, und er dann weiß und ausgeschwemmt erscheint. Die Steinrestaurateure bemühen sich, diese Stellen zu verfestigen, hinterfüllen die schadhaften Stellen, injizieren mittels Spritze farblich angepassten Mörtel in Haarrisse und Hohlräume, ergänzen den Stein mit Restauriermörtel und verfugen die Steine schließlich. Auf diese Weise kann das Wasser wieder vom Stein ablaufen und dieser ist geschützt.
Zudem sorgen die Restaurateure dafür, dass Skulpturen unter größtmöglichem Substanzerhalt gereinigt, gegebenenfalls stabilisiert und wo nötig bildhauerisch ergänzt werden. Die Restaurateure reinigen die Steinfiguren mit oberflächenschonenden Lasergeräten. Mit Hilfe von 3D-Scannern können die Restauratoren genau feststellen, wie groß die Fehlstellen sind. Für die Bruchstellen können dann passgenau Ergänzungen modelliert werden. Bestand und Projektfortschritte werden von Fotografen im Detail dokumentiert und digital kartiert. Durch die vollständige Dokumentation sollen die Arbeiten für die Nachwelt nachvollziehbar bleiben, damit Erfolg und Misserfolg von Maßnahmen auf lange Sicht überprüft werden können.

### Glasmalereirestauratoren, Glasmaler und Kunstglaser

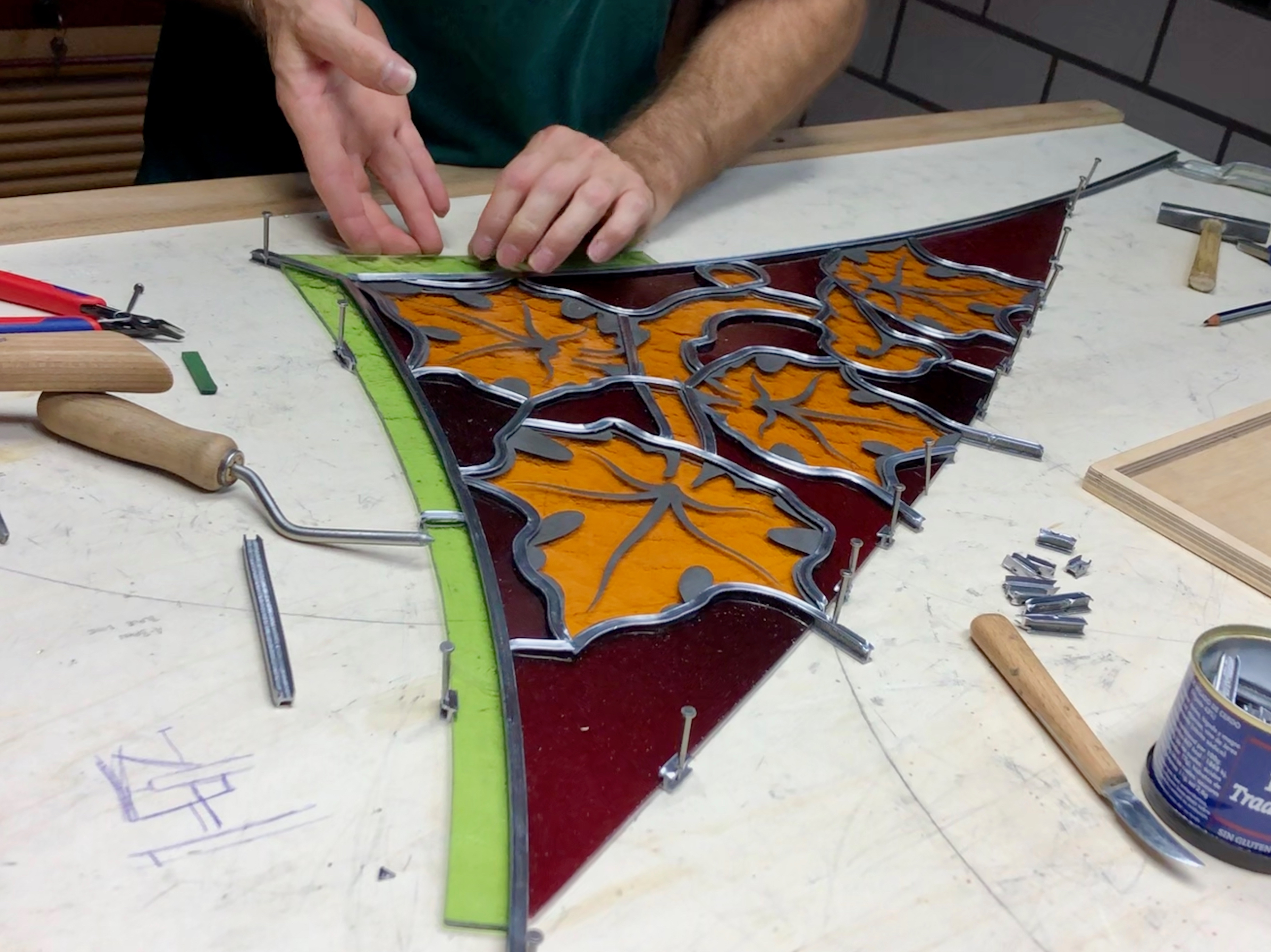
Glasstücke und Bleiriemchen: Im Bleinetz fügen sich die Gläser zum Fenster

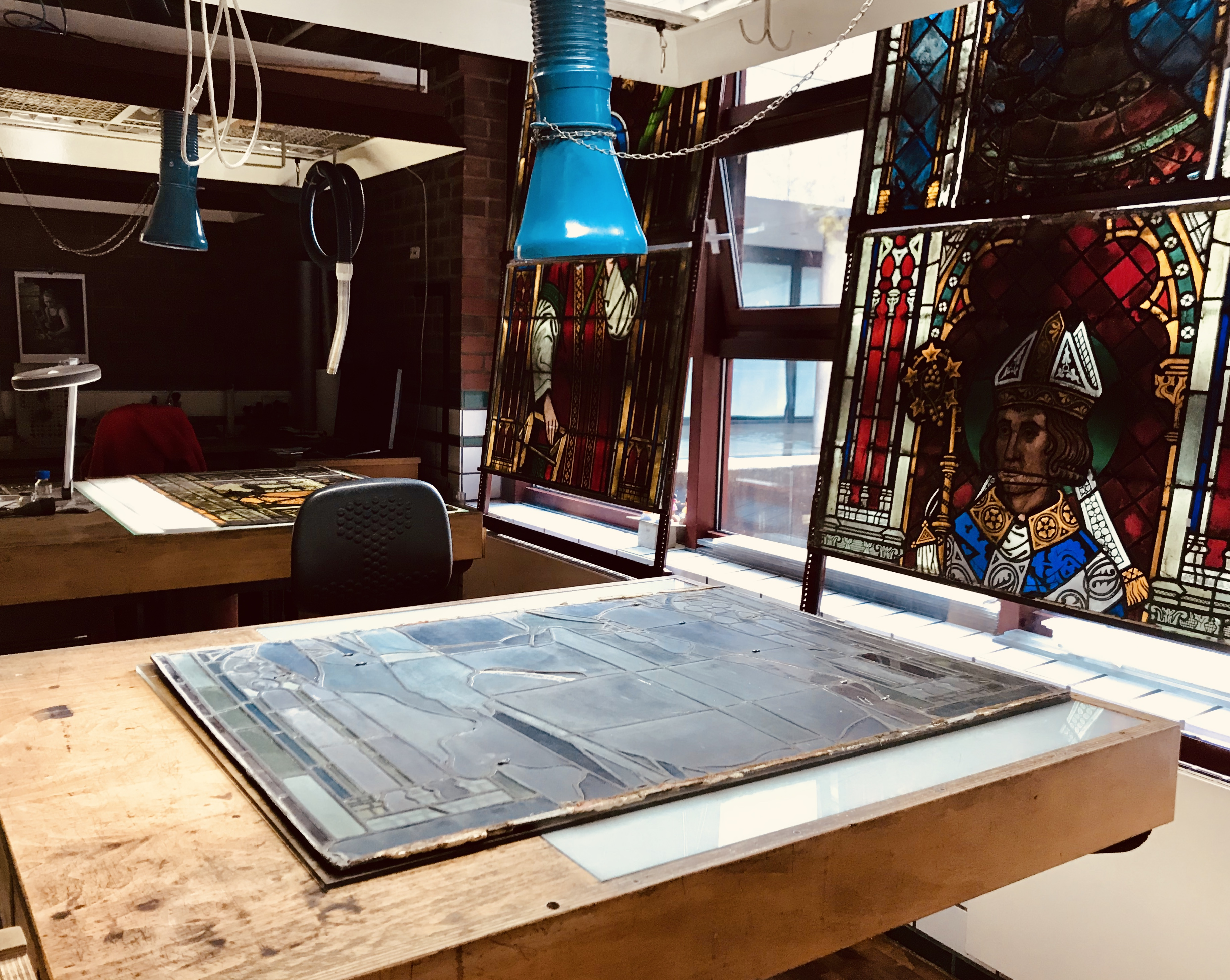
Staub, Ruß, Schmutzkrusten: Arbeitsplatz in der Glasrestaurierungswerkstatt

Auch die etwa 10.000 Quadratmeter großen Kölner Domfenster sind der Verwitterung ausgesetzt. Daher wurde 1953 eine eigene Werkstatt für die Glasrestaurierungen eingerichtet, die die Bildzyklen vollständig überholt und andere nach historischen Vorlagen neu anfertigt. Die Glasrestaurierungswerkstatt der Dombauhütte gehört zu den modernsten Europas.
Die Glasmalereien leiden unter Niederschlägen, Schwitzwasser und den Schadstoffen in der Luft. Gleichzeitig neigt auch Glas nach Jahrhunderten dazu, seine Konsistenz zu verlieren, was vor allem die Fenster des Hochchores aus dem 14. Jahrhundert bedroht. Durch schwankende Temperaturen und den Wechsel von Trockenheit und Feuchte entstanden über Jahrhunderte kleine Risse im Glas, durch die Schadstoffe eindringen können. Das Glas korrodiert, wenn saure Protonen aus dem Niederschlagswasser in das Glas einziehen und gleichzeitig Alkali-Ionen aus dem Glas ausgeschwemmt werden. Diese stammen aus dem Kalk oder der Pottasche, die die Glasmacher im Mittelalter dem Gemenge beigemischt hatten, um den Schmelzpunkt zu senken.
Bei der Restaurierung von Gläsern werden zunächst Staub, Ruß und Schmutzkrusten entfernt, die sich über Jahrzehnte auf der Glasoberfläche angesammelt haben. Auch Pilzsporen nisten sich auf der rauen Oberfläche der mittelalterlichen Gläser ein. Diese werden vorsichtig mit weichen Pinseln, Wattestäbchen und gelegentlich mit feinen Schabern abgetragen; chemische Reinigungsmittel sind zu scharf und haben sich nicht bewährt. Vor allem die im Spätmittelalter verwendeten Färbungen mit Eisenrot und Silbergelb sind äußerst empfindlich. Wo nötig, kleben die Restaurateure Sprünge in den Glasstücken, richten und stabilisieren das Bleinetz und machen ungeeignete Maßnahmen früherer Restaurierungen rückgängig. Um die Scheiben dauerhaft zu schützen, wird eine Schutzverglasung aus Sicherheitsglas außen vor das Kunstwerk gesetzt. Dadurch bleiben die Glasbilder künftig trocken und sind im Innenraum geschützt.

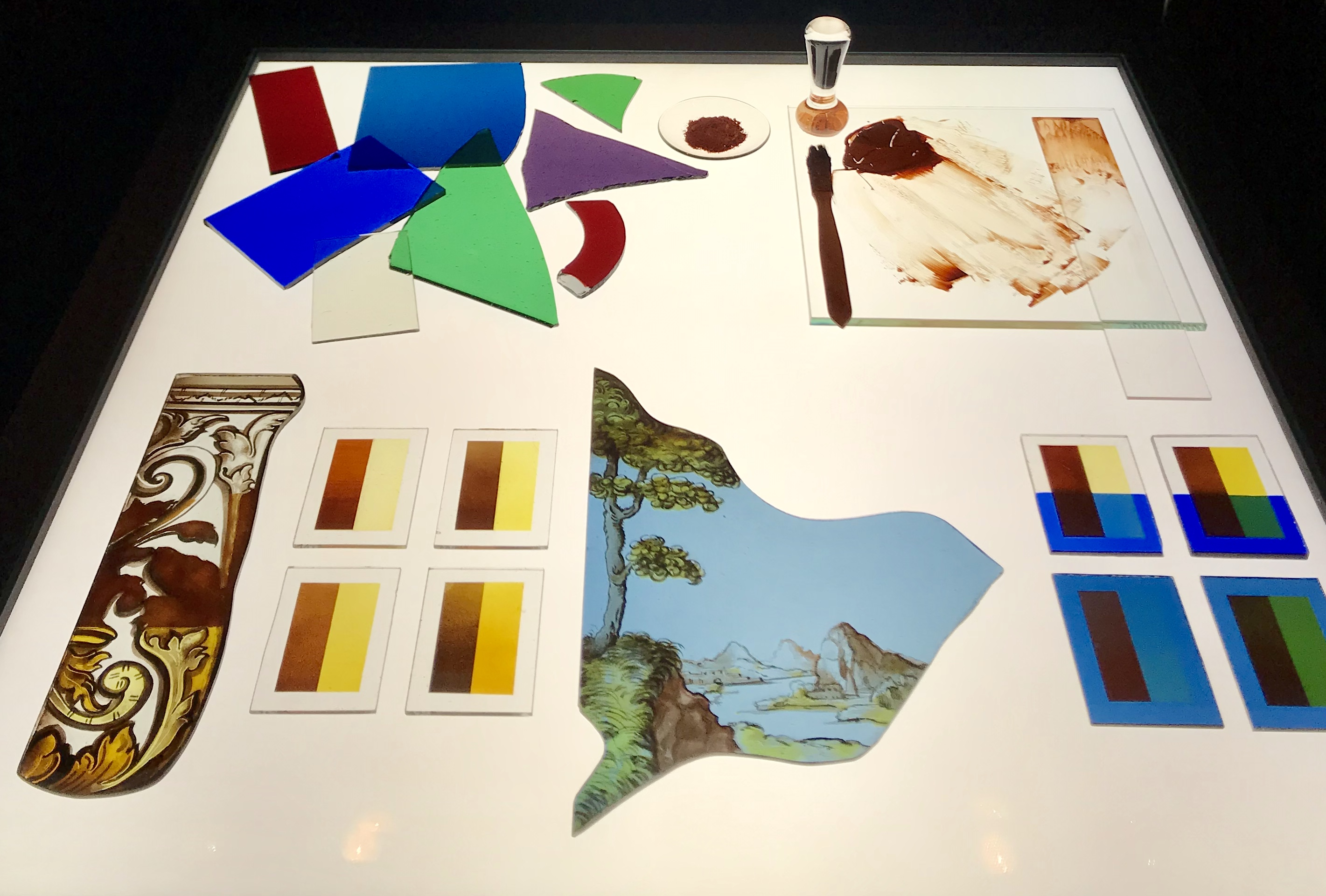
Farbige Gläser
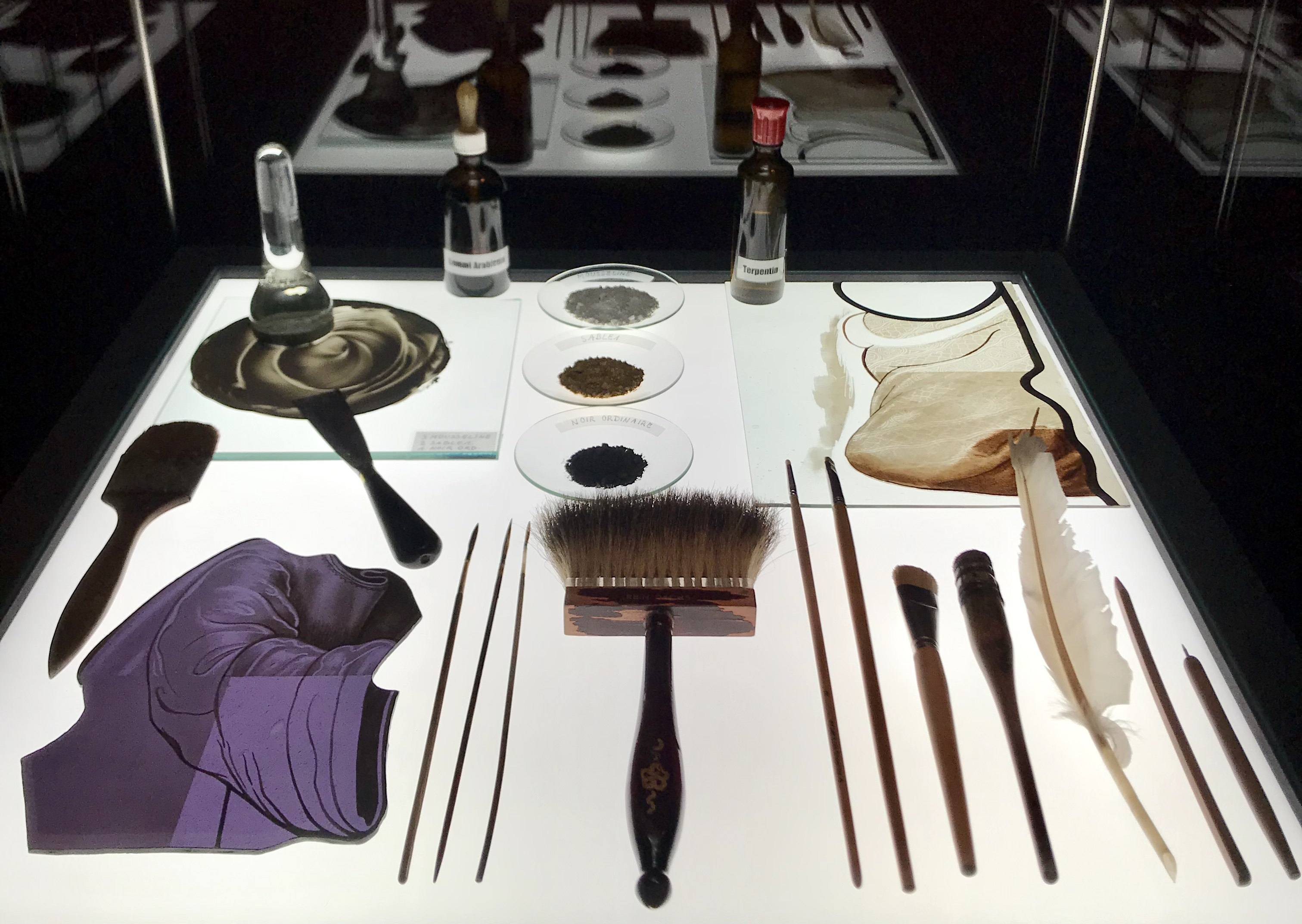
Bemalung
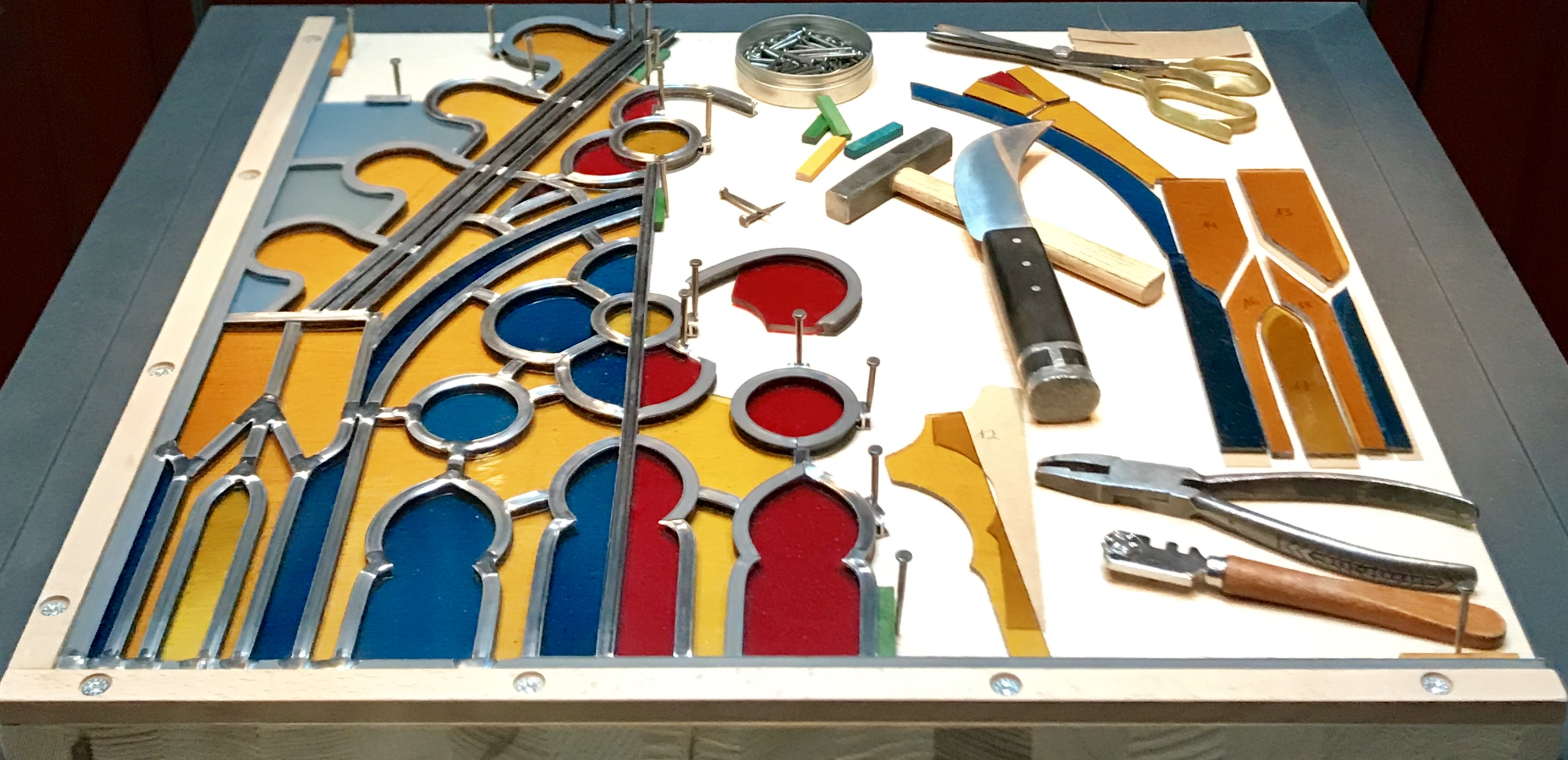
Im Bleinetz
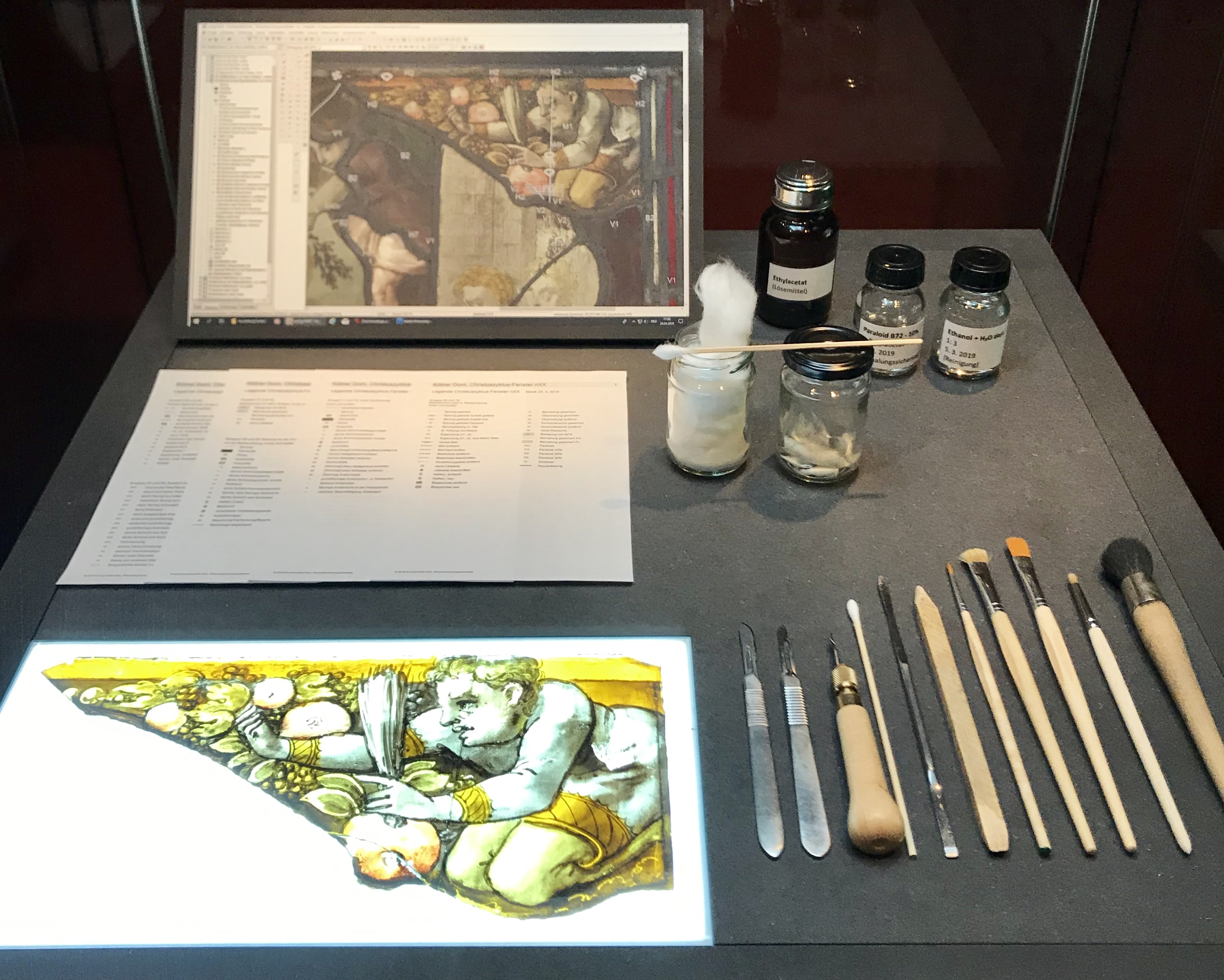
Reinigung

Die Glasmaler und Kunstglaser der Glaswerkstatt arbeiten daran, verlorene und stark beschädigte Fenster vollständig zu rekonstruieren. Basierend auf einem künstlerischen Entwurf werden Kartons erstellt, der Größe, Form und Farben der Scheiben definiert. Der Karton wird mit der Schablonenschere zu Schablonen zerschnitten. Die Schere hat drei Klingen und spart beim Schnitt den Streifen aus, der später durch das Bleinetz gefüllt wird. Um die Glasstücke in die passende Form zu schneiden, wurde im Hochmittelalter die Kröselzange und seit dem 14. Jahrhundert ein Diamantschneider eingesetzt. Heute wird dazu ein Glasschneider mit Stahlrad verwendet. Sofern es der Entwurf vorsieht, werden die Scheiben bemalt und gebrannt. Anschließend werden die Scheiben durch ein Bleinetz aus H-förmigen Bleiruten eingefasst, das an den Kreuzungspunkten verlötet wird.
2003 hat die Bauhütte begonnen, die 28 Fenster des sogenannten Welterzyklus, nach historischen Vorlagen wieder zu vervollständigen. Beim Welterzyklus handelt es sich um Fenster des Obergaden, die im 19. Jahrhundert von Michael Welter entworfen worden waren, und von denen im Zweiten Weltkrieg 15 vollständig und 13 in Teilen zerstört wurden.
Nach dem Großbrand in Notre Dame am 15. April 2019 wurden vier Fenster von Jacques Le Chevallier mit abstrakten Mustern für den südlichen Obergaden des Langhauses ab dem Frühjahr 2022 in der Glaswerkstatt (in Kooperation mit dem Atelier Möhrle/Williger und Die Glasmaler, Borchen) restauriert.

### Gerüstbauer

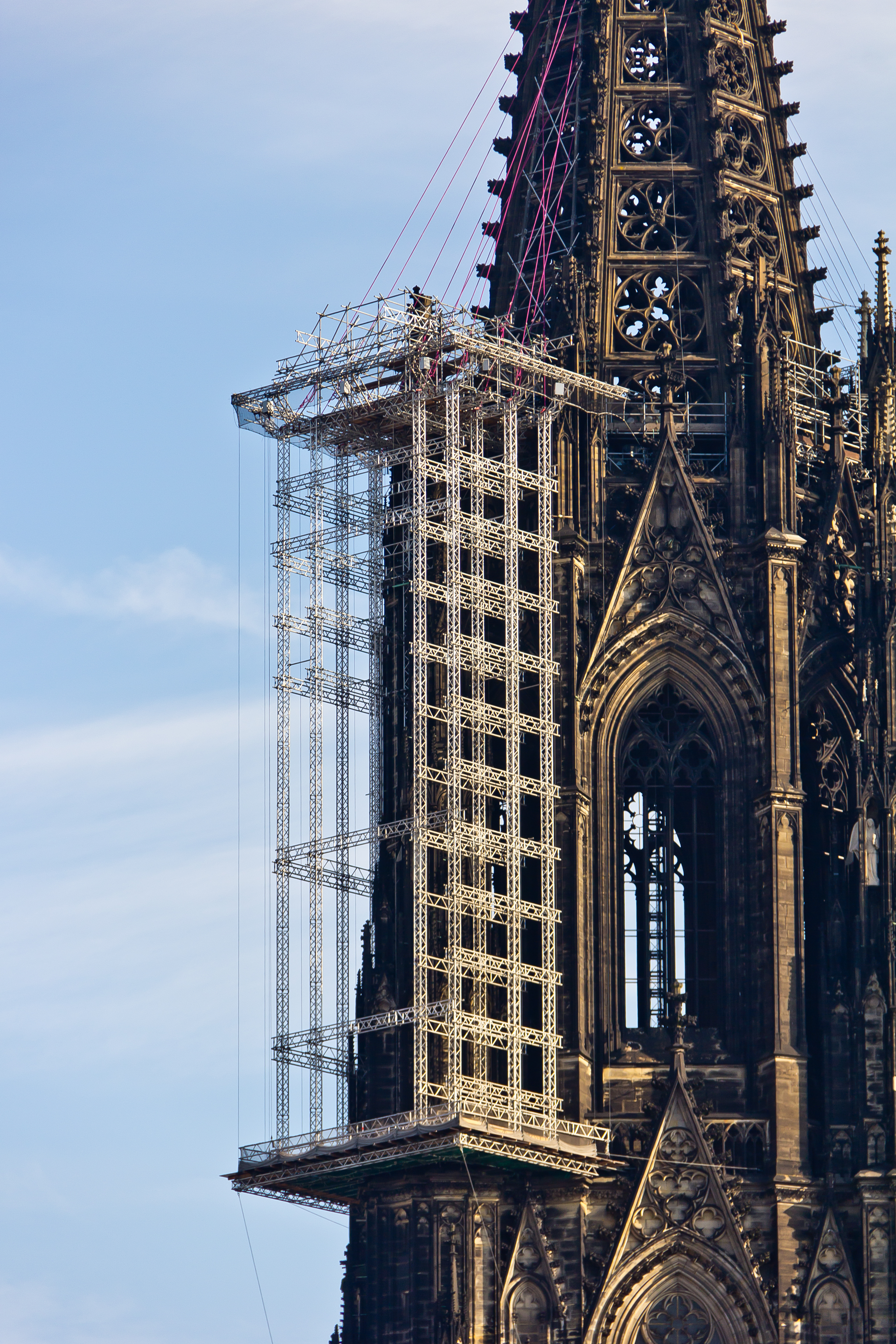
Hängt frei am Turmhelm: Spezialgerüst zur Restaurierung der Fialtürme

Der Dom trägt fast ununterbrochen Gerüste, damit die Restaurierungen durchgeführt werden können. Diese Gerüste sind stets Sonderanfertigung der Dombauhütte, weil der Dom mit seiner Bauhöhe und dem umfassenden Fassadenschmuck jeweils spezielle Konstruktionen erfordert, die das Bauwerk darüber hinaus nicht beschädigen sollen. Daher beschäftigt die Dombauhütte fünf Gerüstbauer.
Spektakulär und weithin sichtbar war das Hängegerüst, das ab 2011 an den Türmen hing und entwickelt wurde, um die Fialtürme zu restaurieren. Das Gerüst war 30 Meter hoch und bestand aus besonders leichten Aluminiumprofilen, die ansonsten im Bühnenbau üblich sind. Es war so konstruiert, dass es mit einem großen Ring am Turmhelm aufgehängt werden konnte und sich ansonsten nur gegen das Mauerwerk lehnte. Es wurde im Jahr 2021 abgebaut.

### Dachdecker
Der Dom hat eine Dachfläche von rund 12.000 Quadratmeter, die mit Blei gedeckt ist. Schon der 1322 vollendete Chor war mit Blei gedeckt; das weiche, flexible Material mit seinem hohen Eigengewicht ist bis heute der bevorzugte Werkstoff für die Deckung der Kathedrale. Blei lässt sich leicht verarbeiten und kann wegen seines hohen Eigengewichts auch schweren Stürmen trotzen. Im Zweiten Weltkrieg wurden rund 80 Prozent der Dachflächen zerstört und nach dem Krieg zunächst mit Zinkblechen geflickt. Seit 1985 arbeitet die Dombauhütte systematisch daran, alle Dachflächen einheitlich zu erneuern. Nachdem die Hoch- und Seitenschiffdächer zwischenzeitlich neu eingedeckt wurden, stehen nun die Arbeiten für die Dächer der Chorkapellen und der Chorumgänge an. Darüber hinaus ist es Aufgabe der Dachdecker, das komplexe Leitungssystem instand zu halten, das mit einer Gesamtlänge von rund zehn Kilometern das Niederschlagswasser vom Gebäude ableitet.

### Schlosser und Schmied
Das einzige offene Schmiedefeuer in der Kölner Innenstadt wird in der Dombauhütte unterhalten. Der Schmied gehört zu den traditionellen Handwerkern der Bauhütte und ist auch heute noch unverzichtbar. Dübel, Klammern und Anker sind seit dem Mittelalter wichtige Konstruktionselemente, um die Werksteine zu versetzen und den Bauschmuck zu befestigen. Weil die Befestigungselemente aus Eisen zur Korrosion neigen, werden sie heute aus Edelstahl geschmiedet. Darüber hinaus entwickeln und warten die Metallbauer auch die Konstruktionen zum Blitzschutz. Zudem erfinden sie Aufhängungen für Lampen, Lautsprecher und Kunstwerke, die möglichst keine Bohrlöcher erfordern.

### Schreiner
Die Schreinerei der Dombauhütte pflegt einen besonderen Erfahrungsschatz bei der Arbeit mit Massivholz. Sie hält unter anderem die 456 Holztüren, die 230 Kirchenbänke, die Beichtstühle und alle hölzernen Einrichtungsgegenstände im Dom instand. Zusätzlich hat die Schreinerei das Vierungspodest und das Chorpodest konstruiert.

## Digitalisierung
Von Mai bis November 2021 wurden mit einer ferngesteuerten Drohne 200.000 hochauflösende Fotos aus einem Abstand von fünf bis sieben Metern von allen Teilen der Fassade aufgenommen und zu einem digitalen 3D-Modell des Doms zusammengesetzt, das mit 25 Milliarden Polygonen eine sehr genaue Darstellung bietet. Dadurch ist eine präzise Dokumentation des aktuellen Zustands sowie des Konservierungs- und Restaurationsbedarfs auch an entlegenen Stellen möglich. Das 3D-Modell hat eine Größe von 50 Gigabyte. Die Kosten für die Erstellung lagen im sechsstelligen Bereich.

## Steine am Dom

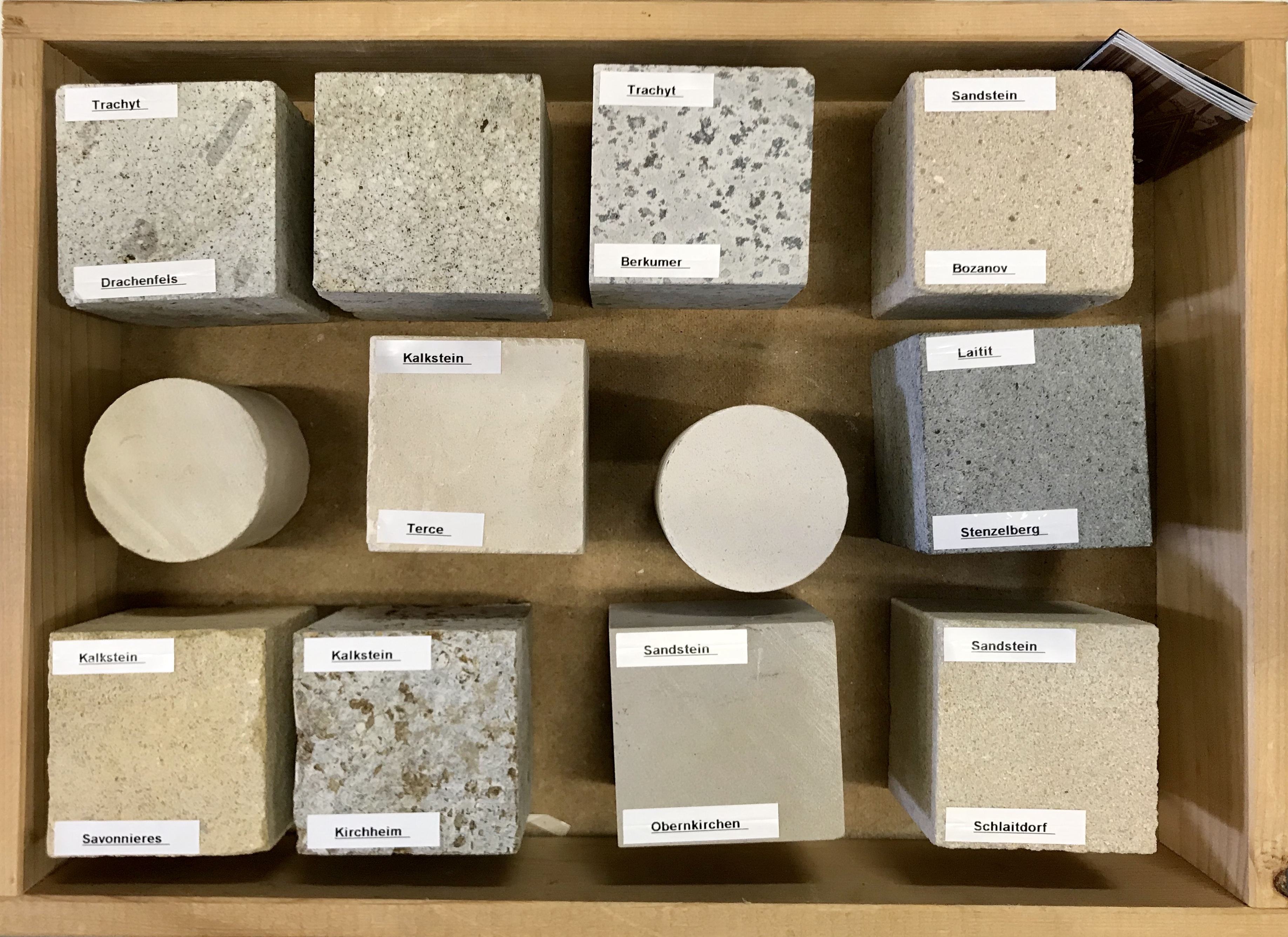
Dom-Steine: Übersicht über die wichtigsten Steinarten des Dombaus

Beim Bau des Doms sind rund 50 verschiedene Gesteinsarten verwendet worden. Diese unerwartet hohe Anzahl unterschiedlicher Baustoffe erklärt sich durch die lange Bauzeit und die wiederholten und anhaltenden Renovierungsarbeiten. Zu den wichtigsten Steinen des aufgehenden Mauerwerkes gehören der Trachyt vom Drachenfels, der Stenzelberger Trachyt, der Schlaitdorfer Sandstein, der Obernkirchener Sandstein, Muschelkalk vom Main, Basaltlava aus der Eifel und Londorfer Basaltlava. Für Bildhauerarbeiten wählen die Steinmetzen heute wie im Mittelalter bevorzugt die weichen Kalksteine aus Savonnières und aus Caen. Das besonders stabile Fundament errichteten die Baumeister des Mittelalters aus Säulenbasalt, Tuffstein und Kalkmörtel.

## Auszeichnungen
- 2019 Stein im Brett des Berufsverbandes Deutscher Geowissenschaftler[61][62]
- 2022 Peter Parler-Preis. Sonderpreis für die Restaurierung des Michaelportals[42]